# Convenção Nacional Democrata de 2020
A Convenção Nacional Democrata de 2020 foi uma convenção de nomeação presidencial [en] realizada entre 17 e 20 de agosto de 2020, no Wisconsin Center, em Milwaukee, Wisconsin, e de forma virtual em diversas localidades dos Estados Unidos. Durante o evento, os delegados do Partido Democrata escolheram formalmente o ex-vice-presidente Joe Biden e a senadora Kamala Harris, da Califórnia, como candidatos do partido para presidente e vice-presidente, respectivamente, na eleição presidencial de 2020.
Originalmente programada para ocorrer entre 13 e 16 de julho de 2020, no Fiserv Forum, em Milwaukee, uma semana antes do início previsto dos Jogos Olímpicos de Verão de Tóquio, a convenção foi adiada para 17 a 20 de agosto de 2020 devido à pandemia de COVID-19 nos Estados Unidos. O evento foi reduzido em escala, com a mudança do local principal para o Wisconsin Center. Devido às restrições impostas pela pandemia, o papel de Milwaukee como cidade-sede foi limitado a servir como base para a transmissão, com a maioria das atividades da convenção realizada remotamente a partir de diversos locais nos Estados Unidos.
Adaptando-se às restrições da pandemia, o formato da convenção foi significativamente diferente das edições anteriores, com cada dia do evento sendo mais curto e a maior parte das atividades sendo realizada remotamente, em vez de concentrada em um único local. A convenção foi amplamente descentralizada, sendo considerada "virtual". No entanto, o Wisconsin Center foi oficialmente o centro do evento, abrigando a produção, a chamada de votação dos delegados e um número limitado de discursos, principalmente de políticos de Wisconsin. Biden e Harris fizeram seus discursos de aceitação remotamente, a partir do Chase Center on the Riverfront, em Wilmington, Delaware. Biden e Harris venceram a eleição de 2020, derrotando a chapa do Partido Republicano, composta pelo presidente em exercício Donald Trump e pelo vice-presidente Mike Pence.

## Contexto

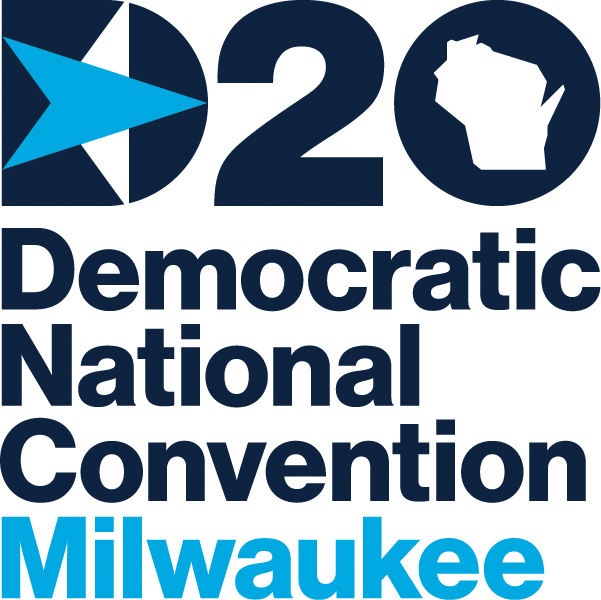
O logotipo original da 49ª Convenção Nacional Democrata, que incluía uma representação geográfica do estado anfitrião, Wisconsin

A convenção foi a 49ª Convenção Nacional Democrata.

### Seleção do local

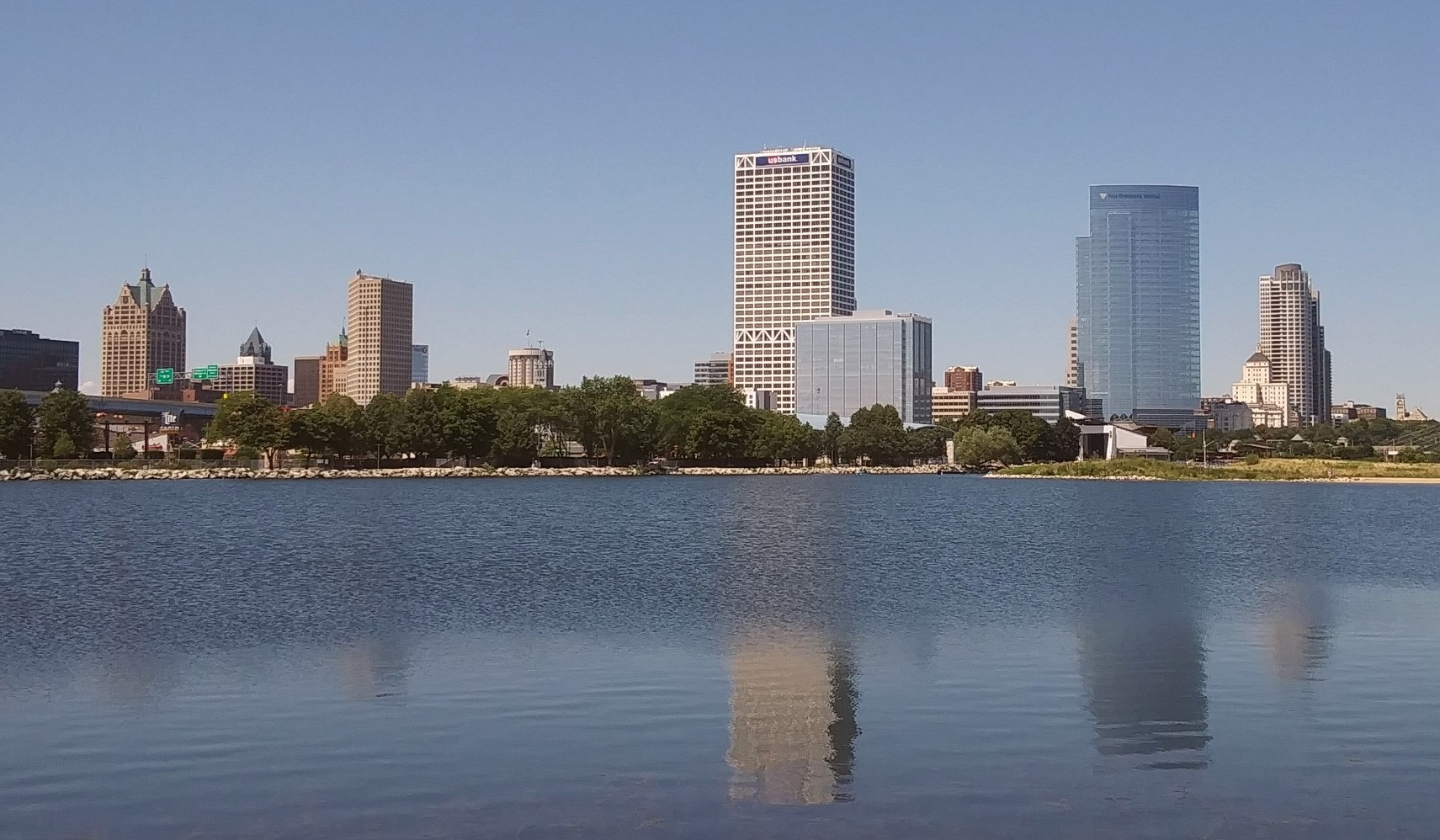
A cidade anfitriã da convenção foi Milwaukee, Wisconsin

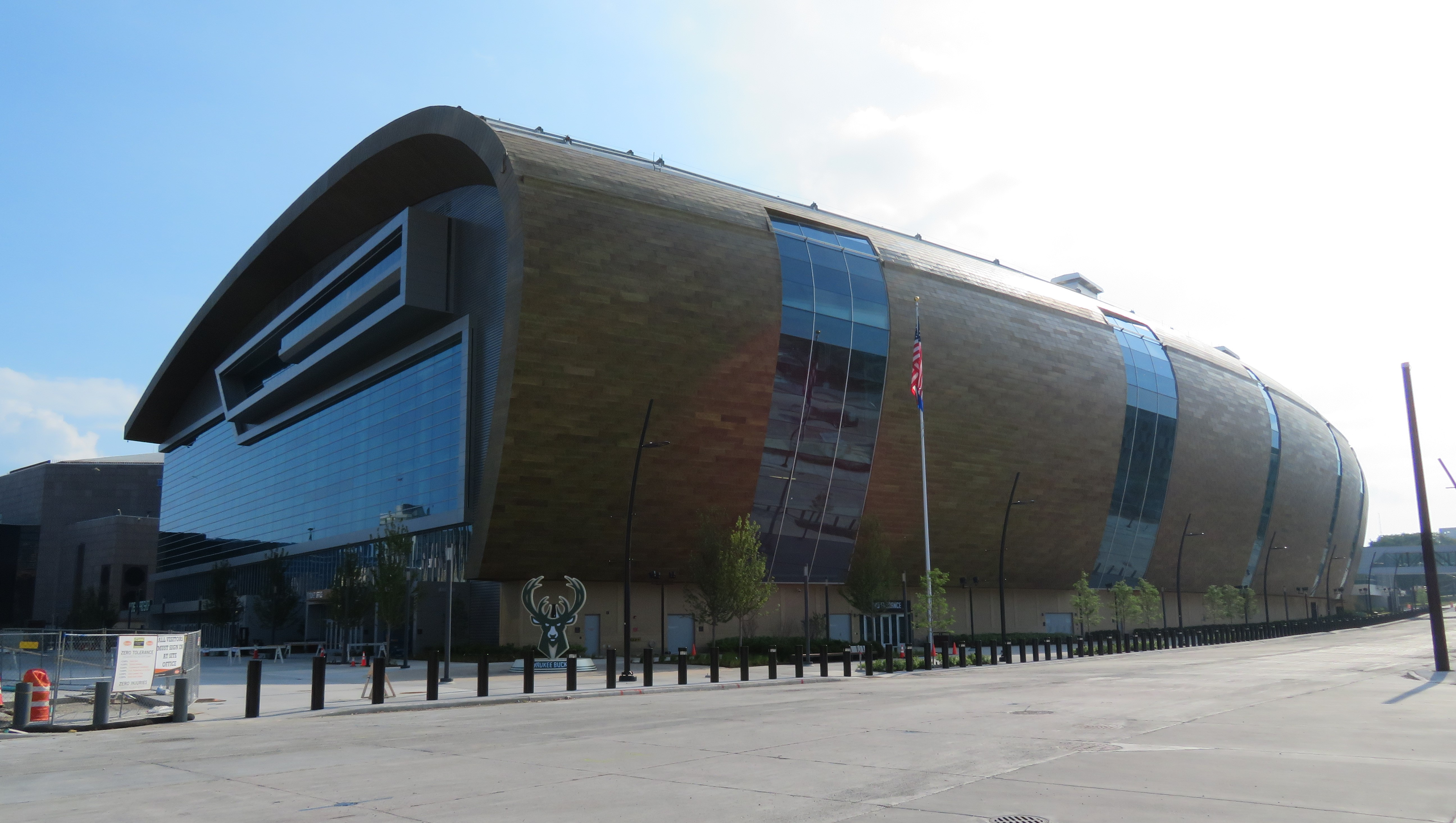
O Fiserv Forum foi o local originalmente selecionado para a convenção

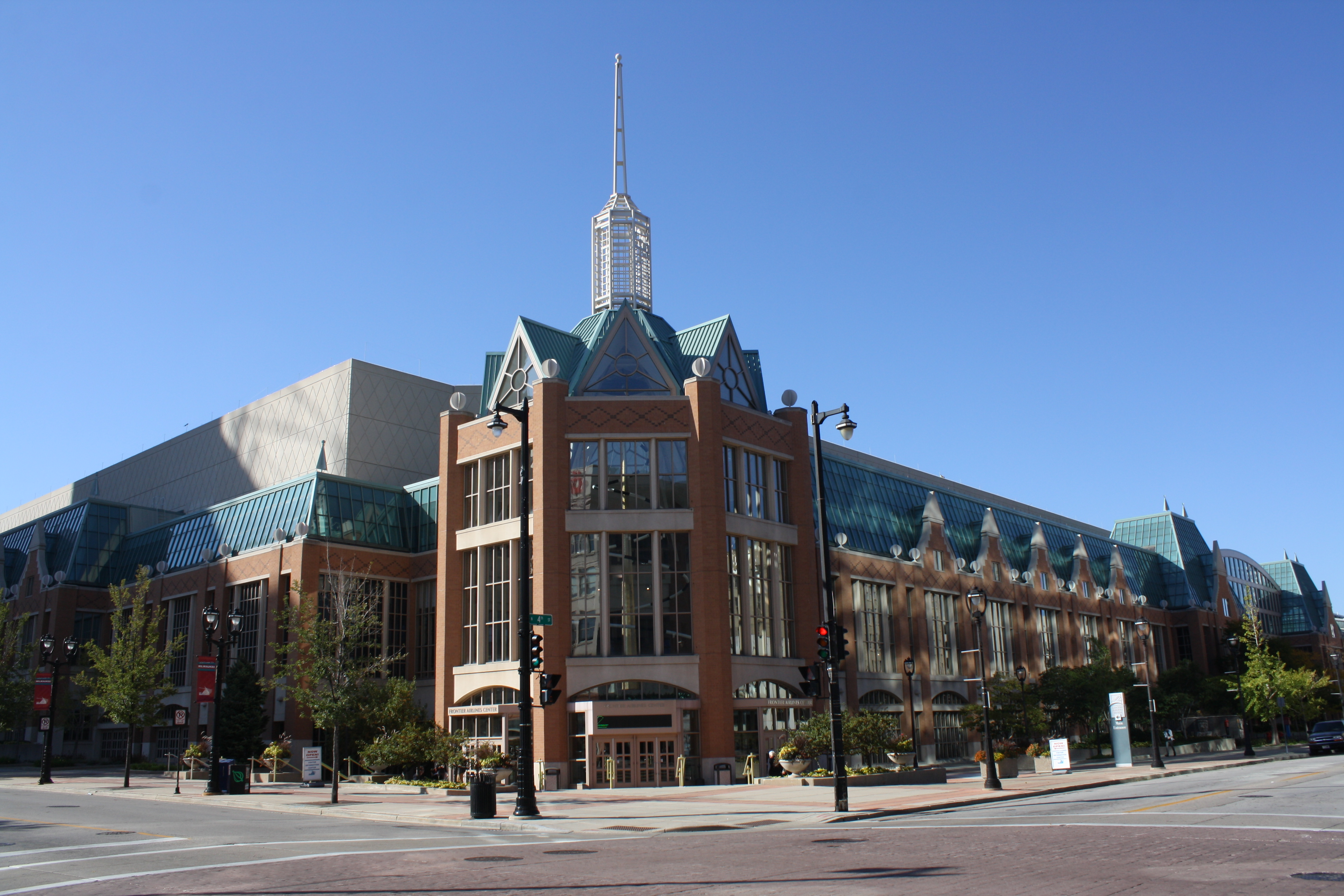
O Wisconsin Center foi o principal local do evento após a redução de escala devido à pandemia de COVID-19.

O Comitê Nacional Democrata (DNC) abriu o processo de seleção de cidades-sede no final de 2017. Os requisitos iniciais do DNC incluíam que as cidades candidatas tivessem entre 17.000 e 18.000 quartos de hotel, incluindo 1.000 suítes de luxo, localizados a até 30 minutos do local da convenção.
O DNC tornou públicas as candidaturas na primavera de 2018. Las Vegas retirou sua candidatura para focar na Convenção Nacional Republicana de 2020, mas acabou sendo superada por Charlotte. Em abril de 2018, o DNC enviou pedidos de propostas às oito cidades que expressaram interesse em sediar o evento (Atlanta, Birmingham, Denver, Houston, Miami, Milwaukee, Nova Iorque e São Francisco).
Em 20 de junho de 2018, o DNC anunciou quatro cidades finalistas (Denver, Houston, Miami e Milwaukee). Logo após o anúncio, Denver retirou sua candidatura devido a conflitos de agenda.
O presidente do DNC, Tom Perez, anunciou em 11 de março de 2019 que Milwaukee seria a cidade anfitriã.
A escolha de Milwaukee marcou a primeira vez que a Convenção Nacional Democrata foi realizada no Meio-Oeste dos Estados Unidos desde que Chicago sediou a Convenção Nacional Democrata de 1996 [en], e a primeira em uma cidade do Meio-Oeste, exceto Chicago, desde que St. Louis sediou a Convenção Nacional Democrata de 1916 [en]. Foi também a primeira convenção de um grande partido realizada em Milwaukee. Além disso, foi a primeira convenção de um grande partido realizada em qualquer cidade do estado de Wisconsin.
Em termos de população, Milwaukee é menor do que outras áreas metropolitanas que sediaram convenções de grandes partidos recentemente. Milwaukee está entre as menores áreas metropolitanas a sediar uma convenção de um grande partido. O sucesso de Milwaukee na disputa foi considerado por alguns como uma surpresa, já que as outras duas cidades finalistas eram áreas metropolitanas maiores e com experiência significativa em sediar grandes eventos, como Super Bowls.
A seleção de Milwaukee foi vista, em parte, como uma estratégia do partido para priorizar a conquista de estados do Meio-Oeste, como Wisconsin, e recuperar os estados do chamado "muro azul" na região do Meio-Oeste superior e dos Grandes Lagos. Os estados-pêndulo de Michigan, Pensilvânia e Wisconsin foram vencidos pela chapa republicana de Donald Trump e Mike Pence por margens estreitas na eleição de 2016, e, caso a chapa democrata de Hillary Clinton e Tim Kaine tivesse vencido esses estados, teria garantido a vitória no colégio eleitoral em 2016. A eleição de 2016 foi a primeira desde a década de 1980 em que esses três estados votaram no Partido Republicano. Em 2020, os três estados do "muro azul" foram conquistados pela chapa Biden-Harris.
Algumas fontes citaram as conexões pessoais de Tom Perez, presidente do DNC, com Milwaukee como um fator que contribuiu para a escolha da cidade. Sua esposa é natural de Wauwatosa, próxima a Milwaukee, o casal realizou seu casamento na cidade, e sua filha era estudante da Universidade de Wisconsin–Milwaukee [en].

### Candidaturas
Diversas cidades se candidataram para sediar a Convenção Nacional Democrata de 2020.
| Cidade                    | Status da candidatura                                                                                        | Local                                                                                      | Convenções de grandes partidos anteriormente sediadas pela cidade                  |
| ------------------------- | --- | ------------------------------------------------------------------------------------------ | ---------------------------------------------------------------------------------- |
| Milwaukee, Wisconsin      | Vencedora | Fiserv Forum                                                                               | —                                                                                  |
| Houston, Texas            | Finalista | Toyota Center (local principal) George R. Brown Convention Center (local secundário)       | Democrata: 1928 [en] Republicano: 1992 [en]                                        |
| Miami, Flórida            | Finalista | American Airlines Arena (local principal) Miami Beach Convention Center (local secundário) | Democrata: 1972 [en] Republicano: 1968 [en], 1972 [en]                             |
| Denver, Colorado          | Finalista retirou-se após a seleção como finalista                                                           | Pepsi Center                                                                               | Democrata: 1908 [en], 2008 [en]                                                    |
| Atlanta, Geórgia          | Apresentou carta de interesse                                                                                |                                                                                            | Democrata: 1988 [en]                                                               |
| Birmingham, Alabama       | Apresentou carta de interesse                                                                                |                                                                                            | —                                                                                  |
| Las Vegas, Nevada         | Apresentou carta de interesse, retirou-se para focar na candidatura à Convenção Nacional Republicana de 2020 |                                                                                            | —                                                                                  |
| Nova Iorque, Nova Iorque  | Apresentou carta de interesse                                                                                |                                                                                            | Democrata: 1868 [en], 1924 [en], 1976 [en], 1992 [en], 1980 [en] Republicano: 2004 |
| São Francisco, Califórnia | Apresentou carta de interesse                                                                                |                                                                                            | Democrata: 1920 [en], 1984 [en] Republicano: 1956 [en], 1964 [en]                  |

### Mudança de local
Em 24 de junho de 2020, foi anunciado que a convenção seria reduzida em escala e realizada no Wisconsin Center, em Milwaukee, em vez do local originalmente planejado, o Fiserv Forum.

### Papel dos superdelegados
Os superdelegados são delegados escolhidos automaticamente pelo partido, e não por meio de primárias ou caucus. Embora tecnicamente não sejam obrigados a apoiar um candidato, no passado muitos se comprometeram informalmente com um favorito antes da convenção. O sistema de superdelegados é controverso entre os democratas, com apoiadores de Hillary Clinton e Bernie Sanders defendendo sua remoção em 2020.
A Comissão de Reforma da Unidade, criada após a eleição de 2016, recomendou uma redução drástica no número de superdelegados para 2020. Em julho de 2018, o DNC revogou o direito de voto dos superdelegados na primeira votação, exceto se um candidato obtivesse a maioria apenas com delegados comprometidos.
Exceto para a nomeação presidencial, os superdelegados votaram em todas as questões.

### Seleção de delegados comprometidos
O número de delegados alocados para cada um dos 50 estados e Washington, D.C. foi baseado, entre outros fatores, na proporção de votos recebidos pelo candidato democrata nas eleições presidenciais de 2008, 2012 e 2016. Um número fixo de delegados comprometidos foi alocado para cada um dos cinco territórios dos EUA e para os Democratas no Exterior.

#### Qualificação de campanhas suspensas
As regras de seleção do Comitê Nacional Democrata para 2020 estipulavam que qualquer candidato que abandonasse a campanha perderia os delegados estaduais conquistados, que seriam então realocados para candidatos ainda na disputa. No entanto, a interpretação dessa regra nas primárias de 2020 poderia diferir de sua aplicação em eleições anteriores. Em eleições anteriores, como as primárias presidenciais de 2008, candidatos suspendiam suas campanhas em vez de retirá-las formalmente, permitindo que seus delegados comprometidos participassem da convenção e conquistassem novos delegados ao longo do processo.

## Logística
Antes da redução de escala, esperava-se que cerca de 50.000 pessoas participassem da convenção. Estava previsto que 31 delegações estaduais se hospedassem em 2.926 quartos de hotéis na área metropolitana de Milwaukee, enquanto 26 delegações ficariam em 2.841 quartos de hotéis em Condado de Lake e Rosemont, Illinois. Outros 11.000 quartos de hotéis estavam destinados a voluntários, membros da imprensa, doadores e outros participantes. Além disso, dormitórios em universidades e faculdades da região de Milwaukee estavam planejados para acomodar alguns convidados e voluntários da convenção. O Hilton Milwaukee City Center serviria como o "hotel-sede" da convenção.
Milwaukee planejava uma extensão de sua linha de bonde para ser concluída antes da convenção. No entanto, esses planos não se concretizaram, e nenhuma expansão foi construída antes do evento.
Os organizadores planejavam recrutar inicialmente 15.000 voluntários.
A empresa Populous foi nomeada como arquiteta do evento, trabalhando em parceria com a firma de Milwaukee American Design Inc. Em fevereiro de 2020, a empresa JCP Construction, sediada em Milwaukee, foi contratada como empreiteira geral de construção para a convenção. A Hargrove LLC foi contratada, ao mesmo tempo, como a empresa de gerenciamento de eventos da convenção.
Havia uma proposta para que o estado aprovasse uma legislação que estenderia o horário de funcionamento de bares na região de Milwaukee durante a convenção. No entanto, essa proposta não foi aprovada antes da pandemia de COVID-19 e acabou sendo abandonada.

### Comitê anfitrião

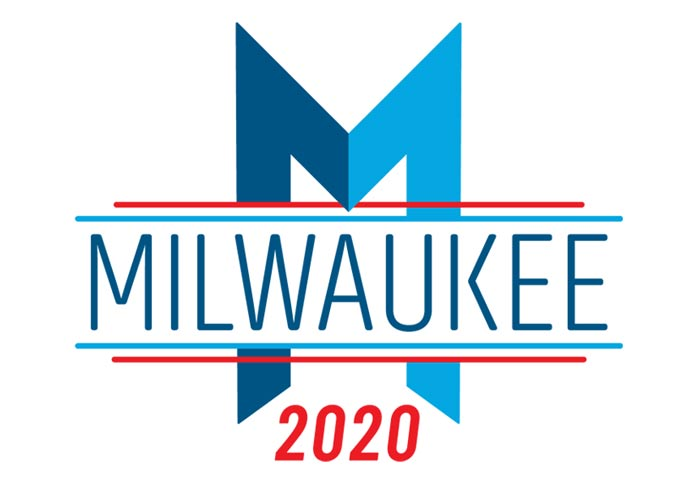
Logotipo do comitê anfitrião

O Comitê Anfitrião Milwaukee 2020 foi estabelecido para organizar a convenção.
Em outubro de 2019, o comitê anunciou sua equipe de liderança. A presidente do comitê foi Liz Gilbert. A liderança incluía um conselho de diretores. Também havia copresidentes e vice-presidentes, além de vice-presidentes honorários. Os copresidentes do comitê foram o prefeito de Milwaukee, Tom Barrett, e a congressista Gwen Moore. Os vice-presidentes incluíam o Executivo do Condado de Milwaukee, Chris Abele, a senadora Tammy Baldwin, o Vice-Governador de Wisconsin, Mandela Barnes [en], o Governador de Wisconsin, Tony Evers [en], e o ex-senador Herb Kohl. Os vice-presidentes honorários incluíam o presidente do Conselho Comum de Milwaukee, Ashanti Hamilton, a Tesoureira do Estado de Wisconsin, Sarah Godlewski [en], o líder democrata da Assembleia do Estado de Wisconsin, Gordon Hintz, o Procurador-Geral de Wisconsin, Josh Kaul, o congressista Ron Kind, o Secretário de Estado de Wisconsin, Doug La Follette [en], o congressista Mark Pocan, e a líder da minoria no Senado do Estado de Wisconsin, Jennifer Shilling. Além disso, o presidente honorário de finanças do comitê foi Alex Lasry, vice-presidente sênior do Milwaukee Bucks.
No início de fevereiro de 2020, a presidente do Comitê Anfitrião Milwaukee 2020, Liz Gilbert, e seu chefe de equipe, Adam Lonso, foram demitidos após uma investigation constatar que o ambiente de trabalho do comitê "não atendia aos ideais e expectativas" do conselho da organização, com alegações de um ambiente de trabalho "tóxico". Teresa Vilmain assumiu como líder interina do comitê. No final de fevereiro, uma nova equipe de liderança foi anunciada, com Raquel Filmanowicz como CEO e Paula Penebaker como COO, assumindo formalmente essas posições em 2 de março de 2020.
O comitê anfitrião arrecadou 40 milhões de dólares para realizar a convenção.

### Atraso e redução de escala
A convenção estava originalmente programada para ocorrer entre 13 e 16 de julho de 2020. Em 2 de abril de 2020, foi anunciado que, devido à pandemia de COVID-19, a convenção seria adiada para 17 a 20 de agosto.
Já em abril de 2020, o Partido Democrata considerava a possibilidade de realizar uma convenção virtual. Em 12 de maio de 2020, o Comitê Nacional Democrata autorizou os planejadores da convenção a pesquisarem métodos alternativos para os participantes votarem, considerando a possibilidade de realizar todo o evento virtualmente.
Em 24 de junho de 2020, foi anunciado que a convenção seria reduzida em escala, com a mudança do local do Fiserv Forum para o Wisconsin Center. Em vez de ser realizada inteiramente em Milwaukee, a cidade passou a ser apenas um centro para os principais eventos da convenção. O evento foi planejado para consistir em "conteúdo selecionado de Milwaukee e outras cidades, locais e marcos em todo o país", segundo o DNC. Todos os assuntos oficiais passaram a ser conduzidos remotamente. Os organizadores cancelaram festas e eventos oficiais programados para ocorrer em Milwaukee antes e durante a convenção. Os delegados foram orientados a não viajar para Milwaukee, e planos foram formalmente estabelecidos para que votassem virtualmente. Em meados de julho, os membros do Congresso também foram orientados a não viajar para Milwaukee para o evento.
Na ocasião do anúncio da redução de escala, foi declarado que Biden aceitaria sua indicação em Milwaukee. Posteriormente, em 30 de julho de 2020, foi anunciado que sua companheira de chapa também aceitaria sua indicação em Milwaukee. No entanto, em 5 de agosto de 2020, foi anunciado que Biden não viajaria mais para Milwaukee para aceitar sua indicação, fazendo-o a partir de Delaware. Também foi anunciado que outros oradores programados para viajar a Milwaukee, incluindo a companheira de chapa de Biden, discursariam remotamente. Isso foi visto como uma transição para uma convenção quase inteiramente virtual. Foi a primeira vez que um candidato presidencial de um grande partido aceitou sua indicação remotamente desde o local oficial da convenção desde Franklin D. Roosevelt na 1944.
Inicialmente, planejava-se ter até 5.000 participantes em Milwaukee no início da redução de escala. Esse número foi posteriormente reduzido para 1.000 e, em seguida, para 300 pessoas, incluindo participantes e imprensa com acesso permitido. Devido a uma ordem do Departamento de Saúde de Milwaukee que limitava reuniões a 250 pessoas, o número total de pessoas autorizadas a se reunir no centro da convenção em Milwaukee foi limitado a esse número. Não havia delegados no Wisconsin Center. Embora os oradores não viajassem para Milwaukee, foi mantido o plano de que o presidente do Comitê Nacional Democrata, Tom Perez, e o secretário do Comitê Nacional Democrata, Jason Rae (também secretário da convenção), estivessem presentes em Milwaukee.
O proprietário do Milwaukee Bucks e do Fiserv Forum ameaçou processar o Partido Democrata, que pagou apenas 5,5 milhões de dólares dos 7 milhões de dólares do aluguel do local.
Após a decisão de mudar o local para o Wisconsin Center, o Fiserv Forum foi posteriormente escolhido como o local principal para a Convenção Nacional Republicana de 2024, realizada de 15 a 18 de julho de 2024.

### Protocolos de saúde
Devido à pandemia de COVID-19 em curso, diversos protocolos foram implementados para a Convenção Nacional Democrata de 2020. Os participantes no Wisconsin Center foram obrigados a realizar autoquarentena por pelo menos 72 horas antes de chegar, usar equipamento de proteção individual, submeter-se a testes diários de COVID-19, participar de rastreamento de sintomas por meio de um questionário diário, evitar bares e restaurantes e seguir as diretrizes dos Centros de Controle e Prevenção de Doenças.

### Segurança
Como é rotina em convenções de grandes partidos, o evento foi designado como um Evento Nacional de Segurança Especial. Inicialmente, o Departamento de Justiça dos Estados Unidos destinaria US$ 50 milhões para segurança, mas esse valor foi reduzido para US$ 40 milhões.
Os limites da área de segurança planejada, onde medidas de segurança reforçadas seriam implementadas, mas onde indivíduos não participantes da convenção (incluindo manifestantes) ainda seriam permitidos, foram anunciados em janeiro de 2020. As ruas que delimitavam a área eram Cherry Street ao norte, 10th Street a oeste, Clybourn Street e Water Street a leste. Em 12 de agosto de 2020, foi anunciado que a área de segurança foi significativamente reduzida. A área de segurança acabou abrangendo quase apenas as áreas diretamente ao redor do centro de convenções. Cercas foram erguidas ao redor do Wisconsin Center. Restrições temporárias de voo estavam em vigor todas as noites das 18:00 às 23:00 CDT. Também havia uma proibição de drones.

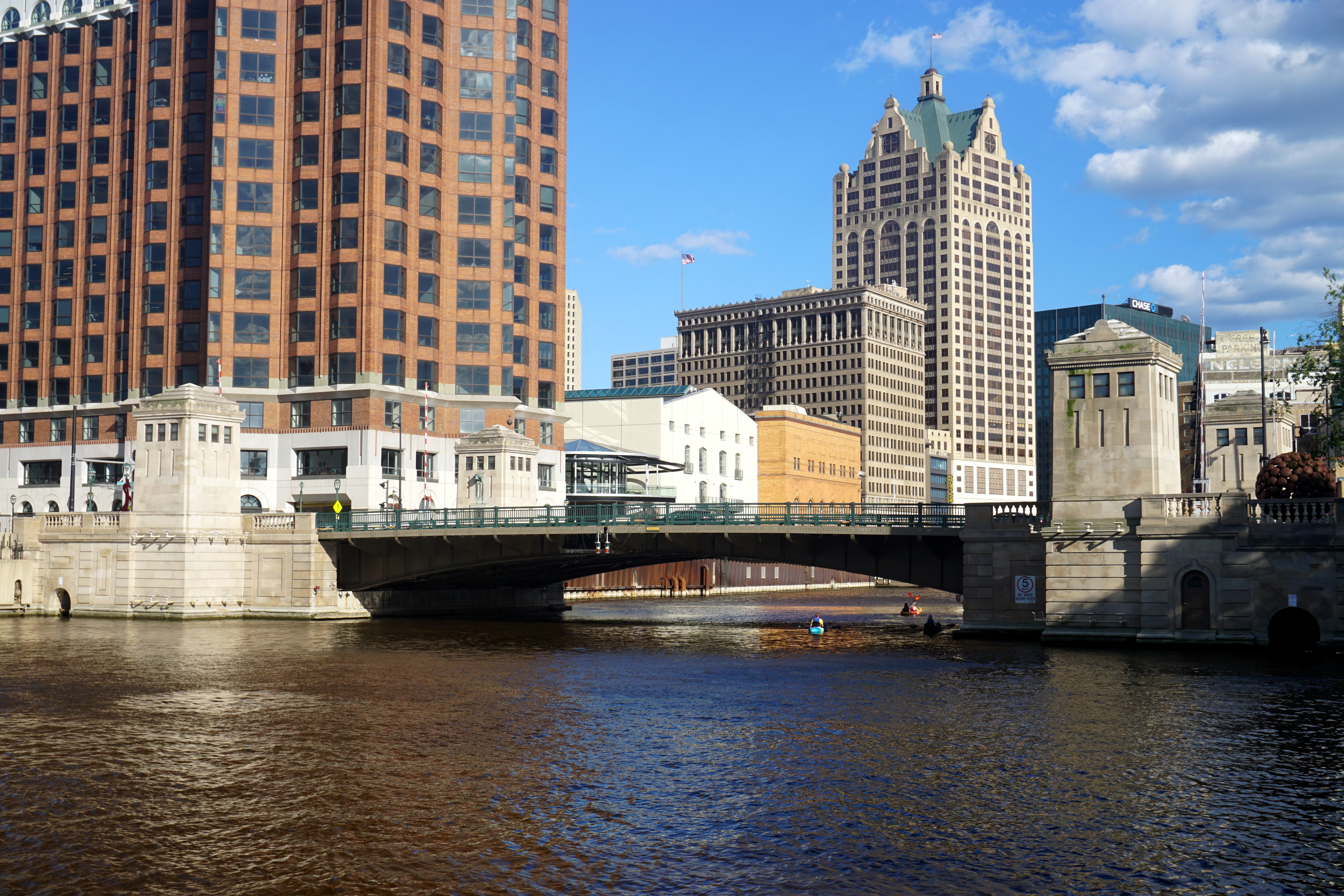
Houve discussão sobre a possibilidade de limitar o tráfego de barcos no Rio Milwaukee (foto) por meio de uma suspensão temporária de todas as aberturas de pontes.

Inicialmente, a cidade orçou aproximadamente 3.000 policiais de fora da cidade para auxiliar o Departamento de Polícia de Milwaukee [en] durante a convenção. Esse número foi reduzido para cerca de 2.000. No final de julho, esperava-se que apenas 1.100 policiais de fora da cidade auxiliassem o departamento. No entanto, no final de julho, mais de 100 agências policiais anunciaram que se retirariam de seus contratos para fornecer pessoal para ajudar na segurança durante a convenção, após o chefe de polícia de Milwaukee anunciar que o departamento restringiria o uso de gás lacrimogêneo e spray de pimenta pelas forças policiais durante manifestações e protestos. A Guarda Nacional de Wisconsin planejou então fornecer centenas de membros para ajudar na segurança. Houve discussões sobre a possibilidade de limitar o tráfego de barcos no Rio Milwaukee [en] por meio de uma suspensão temporária de todas as aberturas de pontes, mas essa medida de segurança não se materializou.

### Programação

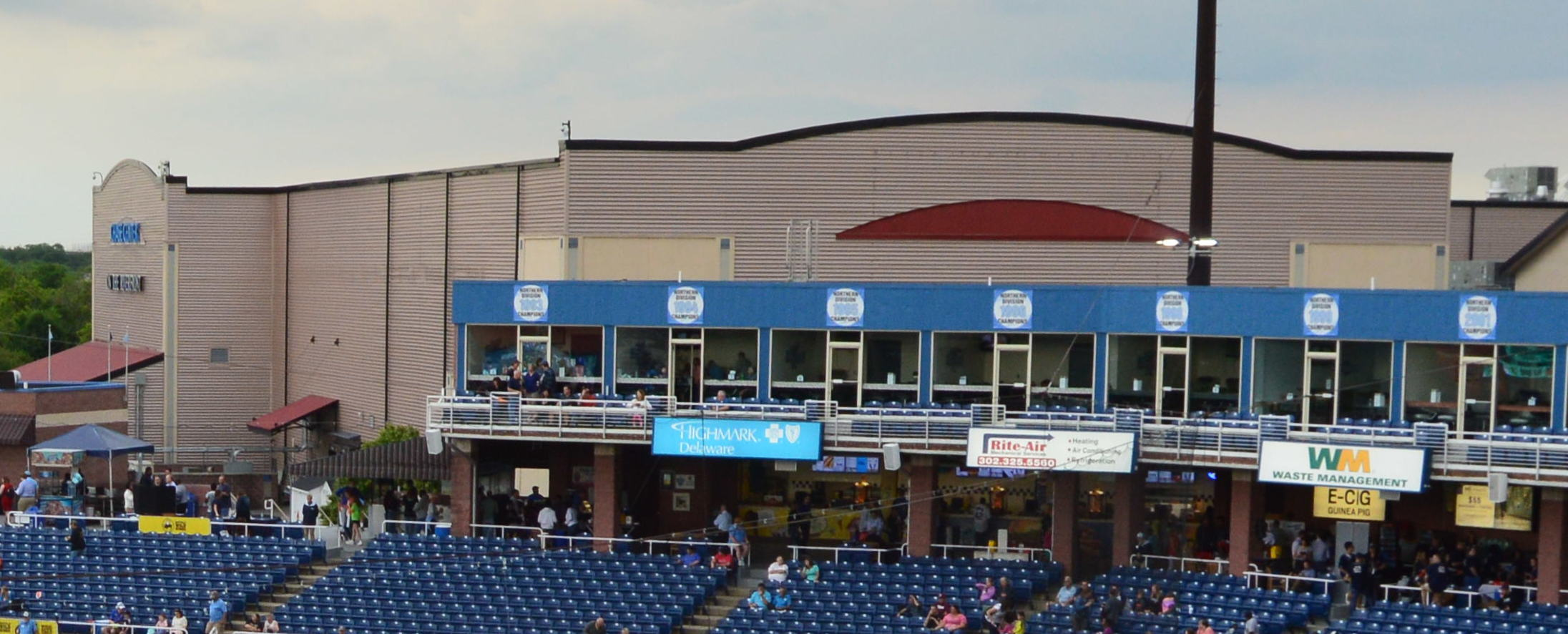
Chase Center on the Riverfront em Wilmington, Delaware, local dos discursos de aceitação de Biden e Harris

O tema oficial da convenção foi "Unindo a América". O Wisconsin Center foi usado para a transmissão e produção da convenção, funcionando como a sala de controle e o "centro" da produção do evento. A programação da convenção foi uma combinação de segmentos pré-gravados e transmissões ao vivo de locais em todo os Estados Unidos. Os organizadores da convenção estabeleceram uma sala de controle de vídeo personalizada no salão de exposições no terceiro andar do Wisconsin Center, projetada para gerenciar centenas de feeds de todo o país, para acomodar os discursos remotos. Salas de controle suplementares existiam em outros locais, como em Delaware. O produtor Glenn Weiss supervisionou a produção a partir de um estúdio de controle temporário criado em sua residência pessoal. Também atuando como produtor estava Ricky Kirshner.
Os oradores apareceram de vários "locais satélites", incluindo estúdios principais em Los Angeles, Nova Iorque e no Chase Center on the Riverfront em Wilmington, Delaware. As transmissões foram apresentadas por anfitriões noturnos a partir do estúdio em Los Angeles. Todos os discursos foram realizados a portas fechadas, sem audiência presencial.
Um palco foi montado em uma sala de conferências no segundo andar do Wisconsin Center. O palco no Wisconsin Center teve uso limitado, com vários participantes de Wisconsin usando-o como local para sua participação na convenção. O secretário da convenção, Jason Rae, também conduziu a chamada de votação a partir do palco do Wisconsin Center. A chamada de votação apresentou votos sendo apresentados de locais em cada estado ou território, com alguns votos apresentados por convidados especiais destacando a história e a plataforma de Biden; Bob Casey Jr. apareceu da casa de infância de Biden em Scranton, Pensilvânia, os ativistas pelos direitos LGBT Judy e Dennis Shepard apresentaram os votos de Wyoming, e o defensor do controle de armas Fred Guttenberg (cuja filha foi morta no tiroteio na Stoneman Douglas High School) apresentou os votos da Flórida.
A duração do programa da convenção foi significativamente reduzida, de um total esperado inicialmente de 24 horas ao longo dos quatro dias para apenas oito horas. A redução levou os organizadores da convenção a precisarem de muito menos voluntários do que os 15.000 que inicialmente tentavam recrutar.
Apresentações musicais foram gravadas para inclusão na programação principal.
Além da programação televisiva da convenção, mais conteúdo foi transmitido ao vivo pelo Partido Democrata em plataformas digitais. Antes do início da programação de cada noite, o canal de música hip-hop Behind the Rhyme no Twitch transmitiu o pré-show e o pós-show oficiais de cada noite, com o último apresentando performances de Beverly Bond, Vashtie, DJ Cassidy [en] e Jermaine Dupri em cada noite, respectivamente. O podcast político Pod Save America [en] também exibiu um especial "Live from the Democratic National Couch-vention" antes da transmissão de 20 de agosto, que apresentou a estreia de seu novo documentário curto Dress Rehearsal, que narrou a eleição para a Suprema Corte estadual de Wisconsin em abril de 2020. Após a noite de encerramento da convenção, o Partido Democrata transmitiu ao vivo uma "festa pós-convenção" em plataformas digitais, apresentada por Andy Cohen e com o músico Diplo como atração principal. O programa incluiu segmentos com celebridades filmados em suas casas, incluindo Alyssa Milano, Aubrey Plaza, Liza Koshy, Zooey Deschanel, Michelle Kwan, Nicole Ehrlich, Cat Cora, Jaime Camil, Elena Delle Donne, Jason Winston George, Keith Powell e Neil Casey. Também participaram figuras políticas como o presidente do Comitê Nacional Democrata, Tom Perez, o senador Chris Coons e a conselheira da campanha de Biden, Symone Sanders.

## Plataforma
Em abril, logo após o endosso de Sanders a Biden, os dois criaram uma "Força-Tarefa de Unidade" para elaborar uma versão da plataforma do partido. O Comitê da Convenção Nacional Democrata organizou uma série de "reuniões virtuais da plataforma" para coletar contribuições do público em geral.
A presidente do Comitê de Redação da Plataforma foi a prefeita de Atlanta Keisha Lance Bottoms. O Comitê Permanente da Plataforma incluiu vários líderes do partido e autoridades eleitas nomeadas pelo DNC.

### Processo de redação
Audiências públicas foram transmitidas ao vivo no canal do DNCC no YouTube sobre os seguintes temas:
- Segunda-feira, 29 de junho, das 17h às 20h (ET): "Enfrentando a Crise de Saúde da COVID-19 e Reconstruindo Melhor."[112] Uma proposta de "Medicare for All" foi rejeitada pelo comitê em 27 de junho por uma votação de 125 a 36.[113]
- Quarta-feira, 1º de julho, das 17h às 20h (ET): "Uma Visão para um Futuro Mais Equitativo"[112]
- Quinta-feira, 2 de julho, das 17h às 20h (ET): "Restaurando a Alma da América"[112]

O Comitê de Redação da Plataforma completo reuniu-se em 15 e 27 de julho, onde apresentaram um produto finalizado para ser votado pela internet de 1º a 15 de agosto.

### Disposições da plataforma e ratificação
Após meses de negociações, a força-tarefa da plataforma Biden/Sanders emitiu seu relatório de 110 páginas em 9 de julho, delineando recomendações para a plataforma. Os delegados da convenção adotaram oficialmente a plataforma do Partido Democrata de 2020 em 18 de agosto, após votação por correspondência. A plataforma foi dividida em dez seções: "resposta à pandemia, economia, saúde, justiça criminal, clima, imigração, educação, política externa, direitos de voto e questões relacionadas a direitos identitários." A plataforma defende:
- Uma opção de seguro de saúde público universal para todos os americanos.[119]
- Permitir que os Medicare negociem preços mais baixos de medicamentos prescritos.[119]
- Testes de COVID-19 gratuitos e universais, tratamento e vacinas.[119]
- Para combater as mudanças climáticas, eliminar as emissões de carbono (poluição) de usinas de energia até 2035 e fazer investimentos substanciais em infraestrutura e energia renovável dos EUA.[119]
- Aumentar a oferta de moradias, incluindo moradias acessíveis.[119]
- Tornar as faculdades comunitárias gratuitas para todos e as universidades públicas gratuitas para estudantes de famílias com renda anual inferior a US$ 125.000.[119]
- Aumento do salário mínimo para US$ 15 por hora e aumento do crédito tributário para cuidados com crianças e dependentes.[119]
- Reforma abrangente da justiça criminal.[119]
- Revogação da Emenda Hyde.[119]
- Descriminalização do uso de maconha e permissão para que os estados legalizem completamente a maconha.[119]
- Estadualização do Distrito de Columbia; autodeterminação para Porto Rico, incluindo o direito dos porto-riquenhos de decidir sobre se tornarem um estado; e restauração das disposições da Lei dos Direitos de Voto.[119]
- Reforma imigratória abrangente, incluindo um caminho para a cidadania para imigrantes não autorizados.[119]
- "Encerrar nossas guerras intermináveis de maneira responsável", mas manter uma pequena presença militar dos EUA no Iraque para "garantir a derrota duradoura do ISIS".[119]
- Encerrar a "corrida para a guerra com o Irã" e buscar a restauração do acordo multilateral da era Obama com o Irã.[119]
- Apoio a uma solução de dois estados para o conflito israelo-palestino, aliado a um compromisso "inabalável" com a segurança de Israel.[119]

A plataforma foi considerada por algumas fontes como a mais progressista na história do Partido Democrata, e a mais progressista para qualquer grande partido político na história dos EUA. No entanto, houve alguma dissidência da ala esquerda do partido pela omissão de itens na plataforma que apoiassem o sistema de saúde de pagador único ("Medicare for All") ou o Green New Deal. Antes da convenção, mais de 700 delegados, em grande parte do grupo de Bernie Sanders, assinaram uma declaração prometendo votar contra a plataforma por não incluir uma disposição de apoio ao Medicare for All; isso incluiu os representantes dos EUA Rashida Tlaib e Ro Khanna. A plataforma foi adotada, com 3.562 delegados a favor, 1.069 votaram contra e outros 87 se abstiveram.

## Liderança da convenção
Em 26 de março de 2019, Joe Solmonese, ex-presidente da Campanha de Direitos Humanos, foi nomeado CEO da convenção.
Em 1º de junho de 2020, a campanha do presumível indicado Joe Biden nomeou dois conselheiros para a convenção, designando Addisu Demissie como conselheiro para coordenação da convenção e Lindsay Holst como conselheira sênior para convenção e projetos especiais.
A programação foi supervisionada por Ricky Kirshner, que atuou como produtor. Além disso, Stephanie Cutter ocupou a posição formal de executiva do programa. Glenn Weiss atuou como diretor. Jessica Jennings foi a diretora de logística de mídia.

### Oficiais
Em 30 de julho de 2020, os oficiais da convenção foram designados. O representante Bennie Thompson serviu como presidente permanente da convenção.
Os copresidentes permanentes foram o prefeito de Milwaukee, Tom Barrett, o representante Tony Cárdenas da Califórnia, o senador Tom Carper de Delaware, a senadora Tammy Duckworth de Illinois, a prefeita de Atlanta Keisha Lance Bottoms e o governador de Nova Jersey Phil Murphy. Os vice-presidentes incluíram o senador Bob Casey Jr. da Pensilvânia, o ex-representante Tony Coelho [en] da Califórnia, a representante Sharice Davids [en] de Kansas, o vice-governador de Michigan Garlin Gilchrist, a congressista Donna Shalala [en] da Flórida, a ex-representante Carol Shea-Porter [en] de New Hampshire, o vice-governador de Wisconsin Mandela Barnes e a vice-governadora de Nevada Kate Marshall. A presidente da Câmara Nancy Pelosi e o líder da minoria no Senado Chuck Schumer serviram como presidentes honorários.
A sargento de armas da convenção foi a representante Gwen Moore de Wisconsin. Jason Rae atuou como secretário da convenção. Os parlamentares da convenção foram o líder da maioria na Câmara Steny Hoyer, Helen McFadden, Sarah E. Merkle e a senadora estadual Yvanna Cancela de Nevada.

## Nomeação e votação

### Contagem de delegados antes da convenção
A tabela abaixo reflete a contagem presumida de delegados conforme as primárias democratas de 2020.
Desde Julho de 2020, o número total de delegados comprometidos está sujeito a alterações, pois possíveis delegados de penalidade/bônus (concedidos para cada data de eleição agendada por estado e potencial agrupamento regional) podem ser modificados.
As regras do Partido Democrata de 2020 estabelecem que, a menos que um candidato tenha garantido a maioria dos delegados usando apenas delegados comprometidos, os superdelegados não terão direito a voto na primeira rodada.
Candidatos que suspenderam suas campanhas sem receber qualquer endosso de delegados comprometidos ou superdelegados, bem como aqueles que suspenderam suas campanhas e posteriormente perderam seus endossos para outros candidatos, não estão incluídos na tabela abaixo.
A tabela abaixo reflete a contagem presumida de delegados comprometidos após as primárias democratas de 2020. Além desses, também haverá 771 votos de superdelegados (incluindo os oito meios-votos pertencentes aos superdelegados dos Democratas no Exterior), totalizando 4.750 votos combinados de delegados.
| Candidato                                 | Delegados comprometidos |
| ----------------------------------------- | ----------------------- |
| Joe Biden                                 | 2.716                   |
| Bernie Sanders                            | 1.112                   |
| Elizabeth Warren                          | 63                      |
| Michael Bloomberg                         | 59                      |
| Pete Buttigieg                            | 21                      |
| Amy Klobuchar                             | 7                       |
| Tulsi Gabbard                             | 2                       |
| Total de votos de delegados comprometidos | 3.979                   |

### Votação Presidencial

Resultados da chamada de votação dos delegados por estado/território
Joe Biden
Bernie Sanders

Em um e-mail, o secretário da DNC, Jason Rae, escreveu aos delegados delineando o processo para a convenção daquele ano, observando que o comitê de planejamento "concluiu que as delegações estaduais não deveriam planejar viajar para Milwaukee e que os negócios oficiais da convenção seriam conduzidos remotamente."
Em vez de uma chamada de votação presencial tradicional, os delegados votaram remotamente usando um sistema elaborado pelo comitê de planejamento que permitia que eles enviassem seus votos por e-mail, com identificadores únicos para segurança. A DNC tinha planos para certificar cada delegado. O partido informou que os delegados poderiam preencher os formulários eletronicamente, sem a necessidade de impressora ou cópia física, conforme a carta. O formulário de votação, que incluía perguntas sobre os itens da plataforma e os indicados do partido, seria enviado por e-mail ao comitê de seu estado. Uma vez que o partido estadual tivesse todos os votos de sua delegação, o presidente da delegação estadual "enviaria uma planilha de contagem ao Escritório do Secretário que registraria formalmente o número de votos em cada item dos negócios da convenção." Os votos seriam contados todos de uma vez em 15 de agosto, não conforme fossem recebidos.
A votação começou em 3 de agosto e terminou em 15 de agosto, quando os presidentes das delegações estaduais foram solicitados a enviar suas contagens finais ao secretário da DNC. Isso significava que o partido sabia a contagem de votos para seu indicado antes do início oficial da convenção.
| Candidatos               | Joe Biden | Bernie Sanders | Abstenções |
| ------------------------ | --------- | -------------- | ---------- |
| Alabama                  | 52        | 8              | 0          |
| Alaska                   | 12        | 7              | 0          |
| American Samoa           | 11        | 0              | 0          |
| Arizona                  | 51        | 29             | 0          |
| Arkansas                 | 27        | 9              | 0          |
| California               | 263       | 231            | 0          |
| Colorado                 | 42        | 36             | 1          |
| Connecticut              | 75        | 0              | 0          |
| Delaware                 | 32        | 0              | 0          |
| Democrats Abroad         | 7         | 10             | 0          |
| Washington, D.C.         | 43        | 1              | 1          |
| Florida                  | 192       | 57             | 0          |
| Geórgia                  | 117       | 0              | 1          |
| Guam                     | 11        | 2              | 0          |
| Hawaii                   | 23        | 9              | 1          |
| Idaho                    | 16        | 9              | 0          |
| Illinois                 | 122       | 59             | 1          |
| Indiana                  | 86        | 2              | 1          |
| Iowa                     | 38        | 11             | 0          |
| Kansas                   | 35        | 10             | 0          |
| Kentucky                 | 60        | 0              | 0          |
| Louisiana                | 60        | 0              | 0          |
| Maine                    | 22        | 9              | 1          |
| Maryland                 | 119       | 1              | 0          |
| Massachusetts            | 83        | 30             | 1          |
| Michigan                 | 92        | 53             | 2          |
| Minnesota                | 60        | 31             | 0          |
| Mississippi              | 38        | 2              | 1          |
| Missouri                 | 50        | 28             | 1          |
| Montana                  | 18        | 1              | 6          |
| Nebraska                 | 33        | 0              | 0          |
| Nevada                   | 25        | 24             | 0          |
| New Hampshire            | 24        | 9              | 0          |
| New Jersey               | 139       | 5              | 2          |
| New Mexico               | 42        | 4              | 0          |
| New York                 | 277       | 44             | 3          |
| North Carolina           | 83        | 39             | 0          |
| North Dakota             | 8         | 10             | 0          |
| Marianas Setentrionais   | 9         | 2              | 0          |
| Ohio                     | 134       | 20             | 0          |
| Oklahoma                 | 24        | 13             | 6          |
| Oregon                   | 57        | 16             | 1          |
| Pennsylvania             | 175       | 34             | 1          |
| Puerto Rico              | 53        | 5              | 0          |
| Rhode Island             | 34        | 1              | 0          |
| South Carolina           | 49        | 15             | 0          |
| South Dakota             | 17        | 3              | 1          |
| Tennessee                | 50        | 23             | 0          |
| Texas                    | 161       | 98             | 1          |
| Utah                     | 16        | 17             | 1          |
| Vermont                  | 9         | 15             | 0          |
| Ilhas Virgens Americanas | 13        | 0              | 0          |
| Virginia                 | 91        | 32             | 1          |
| Washington               | 66        | 43             | 0          |
| West Virginia            | 34        | 0              | 0          |
| Wisconsin                | 67        | 30             | 0          |
| Wyoming                  | 11        | 4              | 3          |
| Não atribuído            |           |                | 2          |
| Estados e territórios    | 53        | 4              | 0          |
| Total de delegados       | 3.558     | 1.151          | 40         |

#### Chamada cerimonial durante a convenção
A chamada tradicional dos estados foi realizada cerimonialmente na segunda noite da convenção. Foi feita remotamente por cada uma das 57 delegações, incluindo todos os 50 estados e sete territórios/jurisdições adicionais (o Distrito de Columbia, os cinco territórios habitados dos EUA e os Democratas no Exterior). Os organizadores planejaram que durasse aproximadamente 30 minutos. O secretário da convenção, Jason Rae, dirigiu a chamada a partir do Wisconsin Center.
A chamada remota foi amplamente elogiada.

#### Nomeação para Vice-Presidente
O relatório do Comitê de Regras, aprovado pela convenção, abordou, entre outras coisas, os problemas que ocorreram durante as convenções de 1972 e 1980 em relação à seleção do indicado a vice-presidente.
A Regra C.7. das Regras de Procedimento estabelece:
De acordo com essa disposição, Biden apresentou o nome de Harris ao presidente, Bennie Thompson, e após a leitura pública da regra por Thompson, ela foi declarada nomeada.

## Cronograma
Cada noite da convenção foi planejada para durar duas horas. Além do tema geral oficial da convenção, "Unindo a América", cada noite teve um subtema oficial próprio.

### Segunda-feira, 17 de agosto
- Horário: 21:00–23:00 EDT[105]
- Mestre de Cerimônias: Eva Longoria[147]

#### Tema
- "Nós, o Povo [en]"[90]

#### Subtemas
- "Nós, o Povo, Exigindo Justiça Racial"[148]
- "Nós, o Povo, Ajudando Uns aos Outros Durante a COVID-19"[148]
- "Nós, o Povo, Colocando o País Acima do Partido"[148]
- "Nós, o Povo, Recuperando-nos"[148]
- "Nós, o Povo, Erguendo-nos"[148]

###### Cronograma da Noite
- Cerimônias de abertura[128]
  - Introdução pela atriz Eva Longoria[148]
  - Chamada à Ordem pelo presidente da convenção Bennie Thompson[148]
  - Juramento de Fidelidade[148]
  - Apresentação do hino nacional dos Estados Unidos ("The Star-Spangled Banner")[148]
  - Invocação por Gabriel Salguero[148]

- Programa principal da convenção[148]
- Bênção por Jerry Young[148]
- Encerramento da ordem da noite pelo presidente da convenção Bennie Thompson[149]

###### Oradores selecionados (em ordem de aparição):
| Orador | Orador                 | Posição/Notabilidade                                                                                  | Localização                                            | Notas                                      | Citação                 |
| ------ | ---------------------- | --- | ------------------------------------------------------ | ------------------------------------------ | ----------------------- |
|        | Eva Longoria           | Atriz e ativista                                                                                      | Los Angeles, Califórnia                                | Mestre de Cerimônias                       | [ 148 ] [ 147 ] [ 149 ] |
|        | Bennie Thompson        | Deputado federal de Mississippi e presidente permanente da convenção                                  | Jackson, Mississippi                                   | Chamada à Ordem e Encerramento da Ordem    | [ 149 ] [ 148 ]         |
|        | Gwen Moore             | Deputada federal de Wisconsin                                                                         | Wisconsin Center em Milwaukee, Wisconsin               |                                            | [ 101 ] [ 149 ] [ 148 ] |
|        | Muriel Bowser          | Prefeita do Distrito de Columbia                                                                      | Black Lives Matter Plaza em Washington, D.C.           |                                            | [ 149 ] [ 148 ]         |
|        | Jim Clyburn            | Deputado federal de Carolina do Sul e líder da maioria na Câmara                                      | Charleston, Carolina do Sul                            |                                            | [ 149 ] [ 148 ]         |
|        | Andrew Cuomo           | Governador de Nova York                                                                               | Albany, Nova York                                      |                                            | [ 149 ] [ 149 ] [ 148 ] |
|        | Kristin Urquiza        | | São Francisco, Califórnia                              |                                            | [ 149 ] [ 148 ]         |
|        | Sara Gideon            | Presidente da Câmara dos Representantes do Maine e candidata ao Senado dos EUA de Maine               | Scarborough, Maine [en]                                | Introdução à apresentação de Maggie Rogers | [ 149 ] [ 148 ] [ 150 ] |
|        | Gretchen Whitmer       | Governadora de Michigan                                                                               | Local 603 da UAW em Lansing, Michigan                  |                                            | [ 149 ] [ 148 ]         |
|        | Christine Todd Whitman | Ex-administradora da Agência de Proteção Ambiental e governadora de Nova Jersey (Republicana)         | Nova York, Nova York                                   |                                            | [ 149 ] [ 148 ]         |
|        | Meg Whitman            | Ex-CEO da Hewlett-Packard e candidata republicana a Governadora da Califórnia em 2010                 | Sacramento, Califórnia                                 |                                            | [ 149 ] [ 148 ]         |
|        | Susan Molinari [en]    | Ex-Deputada federal de Nova York (Republicana)                                                        | Sarasota, Flórida                                      |                                            | [ 149 ] [ 148 ]         |
|        | John Kasich            | Ex-governador de Ohio (Republicano); candidato às nomeações presidenciais republicanas de 2000 e 2016 | Westerville, Ohio                                      |                                            | [ 149 ] [ 148 ] [ 151 ] |
|        | Doug Jones             | Senador dos Estados Unidos de Alabama                                                                 | Birmingham, Alabama                                    |                                            | [ 149 ] [ 148 ] [ 152 ] |
|        | Catherine Cortez Masto | Senadora dos Estados Unidos de Nevada; Presidente do Comitê de Campanha Senatorial Democrata          | Las Vegas, Nevada                                      |                                            | [ 149 ] [ 148 ] [ 149 ] |
|        | Amy Klobuchar          | Senadora dos Estados Unidos de Minnesota; candidata à nomeação presidencial democrata de 2020         | Saint Paul, Minnesota                                  |                                            | [ 149 ] [ 148 ] [ 153 ] |
|        | Cedric Richmond        | Deputado federal de Luisiana                                                                          | Nova Orleans, Luisiana                                 |                                            | [ 149 ] [ 148 ]         |
|        | Bernie Sanders         | Senador dos Estados Unidos de Vermont; candidato à nomeação presidencial democrata de 2016 e 2020     | Burlington, Vermont                                    |                                            | [ 154 ] [ 149 ] [ 148 ] |
|        | Michelle Obama         | Ex-primeira-dama dos Estados Unidos                                                                   | Residência pessoal em Martha's Vineyard, Massachusetts |                                            | [ 149 ] [ 148 ] [ 155 ] |

#### Apresentações (em ordem de aparição):
- Leon Bridges apresentando "Sweetness"[105][149]
- Maggie Rogers apresentando "Back In My Body"[105][149]
- Billy Porter e Stephen Stills apresentando "For What It's Worth"[148][149]

#### Segmentos de filmes selecionados:
- "O Caminho Adiante": Uma Conversa com o Vice-Presidente Biden sobre Justiça Racial (com Joe Biden, chefe de polícia de Houston Art Acevedo [en], ativista Jamira Burley, ativista Gwen Carr, presidente da NAACP Derrick Johnson e prefeita de Chicago Lori Lightfoot)[148][149]
- Uma Conversa com Trabalhadores da Saúde na Linha de Frente (moderada pela membro da Seleção Feminina de Futebol dos Estados Unidos Megan Rapinoe)[149][148]
- "Unidos Estamos" (com Kamala Harris e ex-candidatos presidenciais democratas de 2020 Senador dos Estados Unidos Cory Booker, senadora dos Estados Unidos Kirsten Gillibrand, Governador de Washington Jay Inslee [en], senadora dos Estados Unidos Amy Klobuchar, Deputado dos Estados Unidos Seth Moulton [en], ex-deputado dos Estados Unidos Beto O'Rourke, empresário Tom Steyer [en] e empresário Andrew Yang)

### Terça-feira, 18 de agosto
A segunda noite da convenção incluiu negócios oficiais, como a chamada de nomeação para presidente.
- Horário: 21:00–23:00 EDT[105]

- Mestre de Cerimônias: Tracee Ellis Ross[147]

#### Tema
- "A Liderança Importa"[90]

#### Cronograma da noite
- Chamada à ordem pelo Prefeito de Milwaukee Tom Barrett[156][157]
- Relatório do Comitê de Credenciais
  - James H. Roosevelt[156][157]
  - Lorraine Miller[156][157]
- Relatório do Comitê de Regras
  - Barney Frank[156][157]
  - Maria Cardona[156][157]
- Relatório do Comitê de Plataforma
  - Julie Chavez Rodriguez[156][157]
  - Denis McDonough[156][157]
- Discurso principal[156][157]
- Programa principal da convenção (parte 1)[156][157]
- Nomeações e chamada de votação[157]
- Programa principal da convenção (parte 2)[157]

#### Oradores Selecionados (em ordem de aparição):
| Orador | Orador | Posição/Notabilidade | Localização | Notas                                                     | Citação                 |
| --- | --- | --- | --- | --------------------------------------------------------- | ----------------------- |
| | Tom Barrett | Prefeito de Milwaukee | Wisconsin Center em Milwaukee, Wisconsin | Chamada à ordem                                           | [ 101 ] [ 156 ] [ 157 ] |
| O discurso principal apresentou dezessete das "estrelas em ascensão" do Partido Democrata de todo o país. Os oradores foram a ex-líder da minoria da Câmara dos Representantes da Geórgia Stacey Abrams; Senadora estadual do Tennessee Raumesh Akbari; Deputado dos Estados Unidos Colin Allred de Texas; Deputado dos Estados Unidos Brendan Boyle de Pensilvânia; Senadora estadual de Nevada Yvanna Cancela; ex-Representante estadual de Ohio Kathleen Clyde; Comissária de Agricultura da Flórida Nikki Fried; Prefeito de Long Beach, Califórnia Robert Garcia; Representante estadual da Pensilvânia Malcolm Kenyatta; Senador estadual da Carolina do Sul Marlon Kimpson; Deputado dos Estados Unidos Conor Lamb da Pensilvânia, Representante estadual de Michigan Mari Manoogian; Representante estadual do Texas Victoria Neave; Presidente da Nação Navajo Jonathan Nez; Representante estadual da Geórgia Sam Park; Representante estadual de New Hampshire Dennis Ruprecht; prefeito de Birmingham, Alabama, Randall Woodfin | O discurso principal apresentou dezessete das "estrelas em ascensão" do Partido Democrata de todo o país. Os oradores foram a ex-líder da minoria da Câmara dos Representantes da Geórgia Stacey Abrams; Senadora estadual do Tennessee Raumesh Akbari; Deputado dos Estados Unidos Colin Allred de Texas; Deputado dos Estados Unidos Brendan Boyle de Pensilvânia; Senadora estadual de Nevada Yvanna Cancela; ex-Representante estadual de Ohio Kathleen Clyde; Comissária de Agricultura da Flórida Nikki Fried; Prefeito de Long Beach, Califórnia Robert Garcia; Representante estadual da Pensilvânia Malcolm Kenyatta; Senador estadual da Carolina do Sul Marlon Kimpson; Deputado dos Estados Unidos Conor Lamb da Pensilvânia, Representante estadual de Michigan Mari Manoogian; Representante estadual do Texas Victoria Neave; Presidente da Nação Navajo Jonathan Nez; Representante estadual da Geórgia Sam Park; Representante estadual de New Hampshire Dennis Ruprecht; prefeito de Birmingham, Alabama, Randall Woodfin | O discurso principal apresentou dezessete das "estrelas em ascensão" do Partido Democrata de todo o país. Os oradores foram a ex-líder da minoria da Câmara dos Representantes da Geórgia Stacey Abrams; Senadora estadual do Tennessee Raumesh Akbari; Deputado dos Estados Unidos Colin Allred de Texas; Deputado dos Estados Unidos Brendan Boyle de Pensilvânia; Senadora estadual de Nevada Yvanna Cancela; ex-Representante estadual de Ohio Kathleen Clyde; Comissária de Agricultura da Flórida Nikki Fried; Prefeito de Long Beach, Califórnia Robert Garcia; Representante estadual da Pensilvânia Malcolm Kenyatta; Senador estadual da Carolina do Sul Marlon Kimpson; Deputado dos Estados Unidos Conor Lamb da Pensilvânia, Representante estadual de Michigan Mari Manoogian; Representante estadual do Texas Victoria Neave; Presidente da Nação Navajo Jonathan Nez; Representante estadual da Geórgia Sam Park; Representante estadual de New Hampshire Dennis Ruprecht; prefeito de Birmingham, Alabama, Randall Woodfin | O discurso principal apresentou dezessete das "estrelas em ascensão" do Partido Democrata de todo o país. Os oradores foram a ex-líder da minoria da Câmara dos Representantes da Geórgia Stacey Abrams; Senadora estadual do Tennessee Raumesh Akbari; Deputado dos Estados Unidos Colin Allred de Texas; Deputado dos Estados Unidos Brendan Boyle de Pensilvânia; Senadora estadual de Nevada Yvanna Cancela; ex-Representante estadual de Ohio Kathleen Clyde; Comissária de Agricultura da Flórida Nikki Fried; Prefeito de Long Beach, Califórnia Robert Garcia; Representante estadual da Pensilvânia Malcolm Kenyatta; Senador estadual da Carolina do Sul Marlon Kimpson; Deputado dos Estados Unidos Conor Lamb da Pensilvânia, Representante estadual de Michigan Mari Manoogian; Representante estadual do Texas Victoria Neave; Presidente da Nação Navajo Jonathan Nez; Representante estadual da Geórgia Sam Park; Representante estadual de New Hampshire Dennis Ruprecht; prefeito de Birmingham, Alabama, Randall Woodfin | Discurso principal                                        | [ 156 ] [ 157 ] [ 158 ] |
| | Tracee Ellis Ross | Atriz | Los Angeles, Califórnia | Mestre de Cerimônias                                      | [ 156 ] [ 157 ]         |
| | Sally Yates | Ex-procuradora geral interina dos Estados Unidos | Atlanta, Geórgia |                                                           | [ 156 ] [ 157 ]         |
| | Chuck Schumer | Líder da Minoria no Senado dos Estados Unidos | Brooklyn, Nova York |                                                           | [ 156 ] [ 157 ]         |
| | Caroline Kennedy | Ex-embaixadora no Japão e filha do ex-presidente John F. Kennedy | | Comentários conjuntos                                     | [ 156 ] [ 157 ]         |
| | Jack Schlossberg [en] | Neto de John F. Kennedy | [ 156 ] [ 157 ] | Comentários conjuntos                                     |                         |
| | Jimmy Carter | Ex-presidente dos Estados Unidos | | Comentários conjuntos (apenas voz, sem aparição em vídeo) | [ 157 ]                 |
| | Rosalynn Carter | Ex-primeira-dama dos Estados Unidos | [ 156 ] [ 157 ] | Comentários conjuntos (apenas voz, sem aparição em vídeo) |                         |
| | Bill Clinton | Ex-presidente dos Estados Unidos | Chappaqua, Nova York |                                                           | [ 156 ] [ 149 ] [ 157 ] |
| | Tom Perez | Presidente do Comitê Nacional Democrata | Wisconsin Center em Milwaukee, Wisconsin |                                                           | [ 156 ] [ 149 ] [ 157 ] |
| | Bob King | Ex-presidente dos United Auto Workers | Ann Arbor, Michigan | Discurso de nomeação para Bernie Sanders                  | [ 156 ] [ 149 ] [ 157 ] |
| | Alexandria Ocasio-Cortez | Deputada federal de Nova York | Washington, D.C. | Discurso de apoio para Bernie Sanders                     | [ 156 ] [ 149 ] [ 157 ] |
| | Jacquelyn Asbie | Guarda de segurança | Nova York | Discurso de nomeação para Joe Biden                       | [ 159 ] [ 160 ] [ 161 ] |
| | Chris Coons | Senador dos Estados Unidos de Delaware | Wilmington, Delaware | Discurso de apoio para Joe Biden                          | [ 156 ] [ 149 ] [ 157 ] |
| | Lisa Blunt Rochester | Deputada dos Estados Unidos de Delaware | Wilmington, Delaware | Discurso de apoio para Joe Biden                          | [ 156 ] [ 149 ] [ 157 ] |
| | Ady Barkan | Ativista | |                                                           | [ 156 ] [ 157 ]         |
| | John Kerry | Ex-secretário de Estado e indicado presidencial do partido em 2004 | Boston, Massachusetts |                                                           | [ 156 ] [ 157 ] [ 162 ] |
| | Colin Powell | Ex-secretário de Estado dos Estados Unidos (Republicano) | Washington, D.C. |                                                           | [ 156 ] [ 163 ]         |
| | Jill Biden | Esposa do indicado presidencial e ex-segunda-dama dos Estados Unidos | Brandywine High School em Wilmington, Delaware |                                                           | [ 156 ] [ 157 ] [ 164 ] |

#### Segmentos de filmes selecionados
- O Plano Biden: Saúde (narrado por Jeff Bridges)[165][156][157]
- Uma União Mais Perfeita: Uma Conversa sobre Saúde (com Joe Biden e ativistas de saúde Julie Buckholt, Steve Gomez, Jeff Jeans, Laura Packard, Angie Taylor)[166][156][157]
- O Plano Biden: Segurança Nacional[156][157]
- Uma Amizade Improvável (narrada em parte por Cindy McCain, viúva do falecido senador John McCain do Arizona)[156][167]
- Professor[156][157]

#### Apresentações
- John Legend[157]

### Quarta-feira, 19 de agosto
- Horário: 21:00–23:00 EDT[105]

- Mestre de Cerimônias: Kerry Washington[147]

#### Tema
- "Uma União Mais Perfeita"[90]

#### Subtemas
- Uma Sociedade Mais Perfeita[168]
- Uma Economia Mais Perfeita[168]

#### Cronograma da noite
- Antes do programa noturno, a Associação de Governadores Democratas realizou o painel "Liderança Ousada: Governadoras Liderando", com a Governadora do Oregon Kate Brown [en], Governadora do Kansas Laura Kelly [en], governadora do Novo México Michelle Lujan Grisham, Governadora do Maine Janet Mills [en] e governadora de Michigan Gretchen Whitmer, moderado pela Governadora de Rhode Island Gina Raimondo.[105]
- Introdução[169]
- Chamada à Ordem pelo presidente da convenção Bennie Thompson
- Juramento de Fidelidade[169]
- Programa principal da convenção[169]
- Nomeação para vice-presidente[128][170]
- Discurso de aceitação da nomeação para vice-presidente[169]

### Oradores selecionados (em ordem de aparição)
| Orador | Orador                 | Posição/Notabilidade | Localização                                                  | Notas                                                  | Citação                 |
| ------ | ---------------------- | --- | ------------------------------------------------------------ | ------------------------------------------------------ | ----------------------- |
|        | Tony Evers             | Governador de Wisconsin | Wisconsin Center em Milwaukee, Wisconsin                     |                                                        | [ 101 ] [ 169 ] [ 168 ] |
|        | Kamala Harris          | Indicada democrata para vice-presidente dos Estados Unidos, Senadora dos Estados Unidos da Califórnia                                                                   | Chase Center on the Riverfront em Wilmington, Delaware       | Comentários de boas-vindas                             | [ 169 ] [ 99 ]          |
|        | Kerry Washington       | Atriz | Los Angeles, Califórnia                                      | Mestre de Cerimônias                                   | [ 147 ] [ 169 ] [ 168 ] |
|        | Gabrielle Giffords     | Ex-Deputada federal do Arizona e defensora proeminente do controle de armas                                                                                             |                                                              |                                                        | [ 169 ] [ 168 ]         |
|        | Michelle Lujan Grisham | Governadora do Novo México | Albuquerque, Novo México                                     |                                                        | [ 169 ] [ 168 ]         |
|        | Hillary Clinton        | Ex-primeira-dama dos Estados Unidos, ex-Senadora dos Estados Unidos de Nova York, ex-secretária de Estado dos Estados Unidos e indicada presidencial do partido em 2016 | Chappaqua, Nova York                                         |                                                        | [ 169 ] [ 168 ]         |
|        | Nancy Pelosi           | Presidente da Câmara dos Representantes dos Estados Unidos | São Francisco, Califórnia                                    |                                                        | [ 169 ] [ 168 ]         |
|        | Mariska Hargitay       | Atriz e filantropa | Nova York, Nova York                                         |                                                        | [ 169 ] [ 168 ]         |
|        | Hilda Solis [en]       | Membro do Conselho de Supervisores do Condado de Los Angeles e ex-secretária do Trabalho dos Estados Unidos                                                             | Los Angeles, Califórnia                                      |                                                        | [ 169 ] [ 168 ]         |
|        | Elizabeth Warren       | Senadora dos Estados Unidos de Massachusetts; candidata à nomeação presidencial democrata de 2020                                                                       | Springfield, Massachusetts                                   |                                                        | [ 169 ] [ 168 ]         |
|        | Barack Obama           | Ex-presidente dos Estados Unidos | Museu da Revolução Americana [en] em Filadélfia, Pensilvânia |                                                        | [ 169 ] [ 168 ] [ 171 ] |
|        | Maya Harris            | Irmã mais nova da indicada a vice-presidente |                                                              | Discurso de nomeação para Kamala Harris                | [ 169 ] [ 168 ]         |
|        | Meena Harris           | Sobrinha da indicada a vice-presidente |                                                              | Discurso de nomeação para Kamala Harris                | [ 169 ] [ 168 ]         |
|        | Ella Emhoff            | Enteada da indicada a vice-presidente |                                                              | Discurso de nomeação para Kamala Harris                | [ 169 ] [ 168 ]         |
|        | Kamala Harris          | Indicada democrata para vice-presidente dos Estados Unidos, Senadora dos Estados Unidos da Califórnia                                                                   | Chase Center on the Riverfront em Wilmington, Delaware       | Discurso de aceitação da nomeação para vice-presidente | [ 168 ] [ 99 ]          |

#### Segmentos de filmes selecionados
- América em Ascensão: Marcha por Nossas Vidas (com X González)[168]
- O Plano Biden: Mudanças Climáticas[169][168]
- Uma Conversa com Jovens Ativistas do Clima[169][168]
- Uma Carta para Trump sobre Imigração[169][168]
- América em Ascensão: Imigrantes Reconstruindo a América[169][168]
- América em Ascensão: Do Sufrágio Feminino à Marcha das Mulheres[169][168]
- Quando Você Vê Algo Errado[169][168]
- América se Recuperando (com Senador dos Estados Unidos de Ohio Sherrod Brown, Prefeito de Los Angeles Eric Garcetti e Deputada dos Estados Unidos de Iowa Cindy Axne)

#### Apresentações
- Billie Eilish apresentando "My Future"[169][168]
- Prince Royce apresentando "Stand by Me"[169][168]
- Jennifer Hudson apresentando "A Change Is Gonna Come [en]"[169][168]

### Quinta-feira, 20 de agosto
- Horário: 21:00–23:00 EDT[105]

- Mestre de Cerimônias: Julia Louis-Dreyfus[147]

#### Tema
- "A Promessa da América"[90]

#### Cronograma da noite
- Chamada à Ordem pelo presidente da convenção Bennie Thompson
- Comentários de Andrew Yang[172][173]
- Introdução por Julia Louis-Dreyfus[172][173]
- Juramento de Fidelidade[172][173]
- Hino nacional ("The Star-Spangled Banner") apresentado por The Chicks[172][173]
- Invocação por Irmã Simone Campbell[172]
- Programa principal da convenção[172][173]
- Discurso de aceitação presidencial[172][173]
- Exibição de fogos de artifício[172]
- Bênção[172]
- Adiamento pelo presidente da convenção Bennie Thompson

#### Oradores selecionados (em ordem de aparição)
| Orador | Orador               | Posição/Notabilidade                                                                               | Localização                                            | Notas                                          | Citação                 |
| ------ | -------------------- | -------------------------------------------------------------------------------------------------- | ------------------------------------------------------ | ---------------------------------------------- | ----------------------- |
|        | Tom Perez            | Presidente do Comitê Nacional Democrata                                                            | Wisconsin Center em Milwaukee, Wisconsin               |                                                | [ 156 ]                 |
|        | Gavin Newsom         | Governador da Califórnia                                                                           | Condado de Santa Cruz, Califórnia                      |                                                | [ 172 ] [ 140 ]         |
|        | Andrew Yang          | Empreendedor; Fundador da Venture for America; candidato à nomeação presidencial democrata de 2020 | Nova York, Nova York                                   |                                                | [ 172 ] [ 173 ]         |
|        | Julia Louis-Dreyfus  | Atriz                                                                                              | Los Angeles, Califórnia                                | Mestre de Cerimônias                           | [ 172 ] [ 147 ] [ 173 ] |
|        | Chris Coons          | Senador dos Estados Unidos de Delaware                                                             | Wilmington, Delaware                                   |                                                | [ 156 ] [ 173 ]         |
|        | Keisha Lance Bottoms | Prefeita de Atlanta                                                                                | Atlanta, Geórgia                                       |                                                | [ 156 ] [ 173 ]         |
|        | Jon Meacham          | Autor                                                                                              | Nashville, Tennessee                                   |                                                | [ 156 ] [ 173 ]         |
|        | Deb Haaland          | Deputada federal do Novo México                                                                    | Albuquerque, Novo México                               |                                                | [ 156 ] [ 173 ]         |
|        | Sarah Cooper         | Autora e comediante                                                                                |                                                        |                                                | [ 156 ]                 |
|        | Alex Padilla         | Secretário de Estado da Califórnia                                                                 |                                                        | Comentários conjuntos                          | [ 156 ] [ 173 ]         |
|        | Jocelyn Benson       | Secretária de Estado de Michigan                                                                   |                                                        | Comentários conjuntos                          | [ 156 ] [ 173 ]         |
|        | Cory Booker          | Senador dos Estados Unidos de Nova Jersey; candidato à nomeação presidencial democrata de 2020     | Nova York, Nova York                                   |                                                | [ 156 ] [ 173 ]         |
|        | Vivek Murthy         | Ex-Cirurgião-Geral dos Estados Unidos                                                              | Miami, Flórida                                         |                                                | [ 156 ] [ 173 ]         |
|        | Tammy Baldwin        | Senadora dos Estados Unidos de Wisconsin                                                           | Wisconsin Center em Milwaukee, Wisconsin               |                                                | [ 101 ] [ 156 ] [ 173 ] |
|        | Tammy Duckworth      | Senadora dos Estados Unidos de Illinois                                                            | Washington, D.C.                                       |                                                | [ 156 ] [ 173 ]         |
|        | Pete Buttigieg       | Ex-prefeito de South Bend, Indiana; candidato à nomeação presidencial democrata de 2020            | South Bend, Indiana                                    |                                                | [ 156 ] [ 173 ]         |
|        | Michael Bloomberg    | Ex-prefeito de Nova York; candidato à nomeação presidencial democrata de 2020                      | Colorado                                               |                                                | [ 156 ] [ 173 ] [ 175 ] |
|        | Brayden Harrington   | |                                                        |                                                | [ 156 ]                 |
|        | Ashley Biden         | Filha do indicado presidencial                                                                     |                                                        |                                                | [ 156 ] [ 173 ]         |
|        | Hunter Biden         | Filho do indicado presidencial                                                                     |                                                        |                                                | [ 156 ] [ 173 ]         |
|        | Joe Biden            | Indicado para presidente dos Estados Unidos, ex-vice-presidente dos Estados Unidos                 | Chase Center on the Riverfront em Wilmington, Delaware | Discurso de aceitação da nomeação presidencial | [ 99 ] [ 173 ]          |

#### Segmentos de filmes selecionados
- Uma Homenagem a John Lewis (dirigida por Dawn Porter; com a ex-líder da minoria da Câmara dos Representantes da Geórgia Stacey Abrams; falecido ex-deputado dos Estados Unidos Elijah Cummings; Presidente da Câmara dos Estados Unidos Nancy Pelosi; Reverendo Raphael Warnock, ex-embaixador Andrew Young)[172][173]
- "Vocês Construíram a América": Uma Conversa sobre a Economia com o Vice-Presidente Biden[172][173]
- O Plano Biden: Famílias Militares (com Jill Biden)[172][173]
- Uma Homenagem a Beau Biden[173]
- Daqui a Um Ano (com o ativista Ady Barkan; Senadora de Nevada Yvanna Cancela; Vice-Governadora de Minnesota Peggy Flanagan; Deputada federal Marcia Fudge; Prefeito de Long Beach, Califórnia, Robert Garcia; ativista Fred Guttenberg; Senadora dos Estados Unidos Kamala Harris; candidata ao Senado dos Estados Unidos Jaime Harrison; Condado de Harris, Texas, juíza Lina Hidalgo; ativista Dolores Huerta; assassina condenada Donna Hylton; senador dos Estados Unidos Doug Jones; advogado Khizr Khan; ator Daniel Dae Kim; senadora dos Estados Unidos Amy Klobuchar; autor Jon Meacham; ex-deputada dos Estados Unidos Susan Molinari; ex-secretário de Estado dos Estados Unidos Colin Powell; deputado dos Estados Unidos Beto O'Rourke; Delegada da Câmara de Virginia Danica Roem; advogado James H. Roosevelt; General Francis D. Vavala; senadora dos Estados Unidos Elizabeth Warren; empresário Andrew Yang)[172][173]
- Unidos Estamos (com ex-candidatos presidenciais democratas de 2020, senador dos Estados Unidos Cory Booker, ex-prefeito de South Bend Pete Buttigieg, senadora dos Estados Unidos Amy Klobuchar, ex-deputado dos Estados Unidos Beto O'Rourke, senador dos Estados Unidos Bernie Sanders, senadora dos Estados Unidos Elizabeth Warren e empresário Andrew Yang)[172][173]
- Os Netos de Biden[172][173]
- Mantendo a Fé com os Currys (com Stephen Curry e sua família)[172]
- Introdução de Biden[173]

#### Apresentações selecionadas:
- The Chicks apresentando "The Star-Spangled Banner"[172][173]
- John Legend e Common apresentando "Glory"[173]

### Oradores e outros eventos
No passado, centenas de pessoas discursaram em cada convenção, proporcionando a muitos candidatos locais ou estaduais uma valiosa oportunidade de foto, uma diferença notável desta convenção. Alguns dos discursos nesta convenção foram pré-gravados.
A convenção incluiu apresentações de Leon Bridges, The Chicks, Common, Billie Eilish, Jennifer Hudson, John Legend, Billy Porter, Maggie Rogers, Prince Royce, Stephen Stills e outros.
Vários oradores na convenção incluíram indivíduos que são americanos comuns, em vez de detentores de cargos ou celebridades. Vários desses oradores eram republicanos insatisfeitos, incluindo indivíduos que votaram em Trump em 2016, mas planejavam votar em Biden em 2020.

### Eventos diurnos
Reuniões de caucus e outros eventos foram transmitidos em várias plataformas mais cedo nos dias da convenção. Mesas-redondas virtuais sobre políticas foram realizadas em parceria com a Business Forward. Muitos eventos de organizações parceiras foram planejados, incluindo um painel de saúde Protect Our Care com Nancy Pelosi, Xavier Becerra, Kathleen Sebelius e três dos cinco ativistas de saúde apresentados em uma conversa com Joe Biden na Noite 2 da convenção.
Antes da abertura da convenção, um Serviço de Boas-Vindas Inter-religioso foi realizado virtualmente em 16 de agosto, um evento parceiro da DNC.

## Discursos notáveis

### Jill Biden
Como você torna uma família quebrada inteira novamente? Da mesma forma que você torna uma nação inteira. Com amor e compreensão – e com pequenos atos de bondade. Com coragem. Com uma fé inabalável.

— Jill Biden na Convenção Nacional Democrata de 2020
Jill Biden, esposa do indicado presidencial Joe Biden e ex-segunda-dama dos Estados Unidos, fez seu discurso na segunda noite da convenção, a partir de uma sala de aula na Brandywine High School em Wilmington, Delaware, onde ela foi professora de inglês de 1991 a 1993. O discurso de Biden focou em família e educação. Ela discutiu como a pandemia de COVID-19 em curso impactou a educação, as famílias e a economia. Ela elogiou seu marido como um candidato capaz de enfrentar a pandemia.
Biden também relembrou as tragédias pessoais que seu marido enfrentou, incluindo as mortes de sua primeira esposa, Neilia, e sua primeira filha, Naomi, em um acidente automobilístico em 1972, e a morte de seu filho Beau em 2015 devido a um câncer cerebral.

### Joe Biden
Aqui e agora, eu lhes dou minha palavra. Se vocês me confiarem a presidência, eu me inspirarei no melhor de nós, não no pior. Serei um aliado da luz, não da escuridão. É hora de nós, o povo, nos unirmos. E não se engane. Unidos, podemos e vamos superar essa temporada de escuridão na América.

— Joe Biden na Convenção Nacional Democrata de 2020
Joe Biden, o indicado democrata para presidente em 2020, fez seu discurso na quarta noite da convenção, a partir de Wilmington, Delaware. Um motivo comum enfatizado foi o conflito entre luz e escuridão, apresentando-se como um elemento de luz e Donald Trump como um elemento de escuridão. Ao traçar um contraste entre ele e Trump, o discurso de Biden não mencionou o nome de seu principal oponente.
Biden começou seu discurso citando Ella Baker e prometeu ser um presidente para todos os americanos, independentemente de terem votado nele ou não. Ele fez referência ao assassinato de George Floyd em seu discurso.

### Michael Bloomberg
As duas pessoas concorrendo à presidência não poderiam ser mais diferentes. Um acredita em fatos. O outro não. Um escuta especialistas. O outro acha que sabe de tudo. Um olha para o futuro e vê força na diversidade da América. O outro olha para trás e vê imigrantes como inimigos e supremacistas brancos como aliados. Aqui está outra diferença. Um já provou que sabe lidar com uma crise, ajudando a liderar a recuperação econômica após a recessão de 2008, enquanto o outro não apenas falhou em liderar, como tornou a crise atual muito pior.

— Michael Bloomberg na Convenção Nacional Democrata de 2020
O ex-prefeito de Nova York e candidato à nomeação democrata de 2020 Michael Bloomberg fez seu discurso na noite final da convenção, a partir de Colorado.
Bloomberg destacou o contraste entre o presidente republicano em exercício Donald Trump e Biden.
Bloomberg declarou: "Não estou pedindo que você vote contra Donald Trump porque ele é um cara mau. Estou pedindo que você vote contra ele porque ele fez um mau trabalho."
Bloomberg comparou a perspectiva de reeleger Trump a recontratar ou trabalhar para "alguém que levou seu negócio à falência, e que sempre faz o que é melhor para ele ou ela, mesmo quando isso prejudica a empresa, e cujas decisões imprudentes colocam você em perigo".

### Pete Buttigieg
Eu confio em Joe Biden e Kamala Harris para guiar esta nação rumo a um futuro melhor, porque vi de perto o compromisso e a empatia deles. E confio na capacidade da América de se tornar mais inclusiva, porque eu vivi isso.

— Pete Buttigieg na Convenção Nacional Democrata de 2020
O ex-prefeito de South Bend, Indiana e candidato à nomeação democrata de 2020 Pete Buttigieg fez seu discurso na noite final da convenção, a partir do LangLab em South Bend, Indiana, onde ele e seu marido, Chasten, realizaram a recepção de seu casamento anos antes.
Buttigieg, abertamente homossexual, destacou o progresso que os Estados Unidos fizeram em relação aos direitos LGBT [en] durante sua vida, apontando seu casamento (possibilitado pela decisão da Suprema Corte dos Estados Unidos em Obergefell v. Hodges de 2015) e a viabilidade de sua candidatura como um candidato abertamente gay à presidência como dois exemplos desse progresso. Ele também mencionou como, no início de sua vida, quando serviu nas forças armadas, a política "Não pergunte, não conte" (que foi revogada em 2011 sob a administração Obama) o impedia de ser aberto sobre sua sexualidade durante o serviço.

### Bill Clinton
Nosso partido está unido em oferecer a você uma escolha muito diferente: um presidente que trabalha. Um cara pé no chão, que faz o trabalho. Um homem com uma missão: assumir a responsabilidade, não transferir a culpa; concentrar, não distrair; unir, não dividir. Nossa escolha é Joe Biden.

— Bill Clinton na Convenção Nacional Democrata de 2020
O ex-presidente dos Estados Unidos Bill Clinton fez seu discurso na segunda noite da convenção, a partir de Chappaqua, Nova York.
Clinton começou seu discurso declarando que acreditava que as eleições presidenciais dos Estados Unidos eram "a entrevista de emprego mais importante do mundo".
Clinton criticou severamente a resposta do presidente Donald Trump à pandemia de COVID-19.
Clinton elogiou o trabalho de Biden na administração Obama nos esforços para recuperar a economia dos Estados Unidos após a Grande Recessão. Ele elogiou os planos de Biden para reconstruir a economia dos Estados Unidos após a crise enfrentada durante a pandemia de COVID-19.
Ele argumentou que Biden deveria ser eleito e que Trump deveria ter um segundo mandato negado, declarando: "Você sabe o que Donald Trump fará com mais quatro anos: culpar, intimidar e menosprezar. E você sabe o que Joe Biden fará: reconstruir melhor."

### Hillary Clinton
Nos últimos quatro anos, as pessoas me disseram: 'Eu não percebi o quão perigoso (Trump) era,' 'Queria poder voltar e fazer de novo,' 'Eu deveria ter votado.' Esta não pode ser outra eleição do tipo poderia-ter-sido. Se você votar pelo correio, peça sua cédula agora e envie-a de volta o mais rápido possível. Se votar pessoalmente, faça isso cedo. Traga um amigo e use uma máscara. Torne-se um trabalhador eleitoral... Lembre-se, Joe e Kamala podem ganhar 3 milhões de votos a mais e ainda assim perder. Acredite em mim. Precisamos de números tão esmagadores que Trump não possa se esquivar ou roubar sua vitória.

— Hillary Clinton na Convenção Nacional Democrata de 2020
A ex-secretária de Estado dos Estados Unidos e indicada presidencial democrata de 2016 Hillary Clinton fez seu discurso na terceira noite da convenção, a partir de Chappaqua, Nova York.
Clinton elogiou Biden e Harris como "líderes à altura deste momento". Ela elogiou a "consideração e empatia" de Biden. Ela elogiou Harris como uma "filha de uma mãe extraordinária", além de "incansável na busca pela justiça e excepcionalmente gentil".
Clinton, ela mesma uma ex-Primeira-Dama dos Estados Unidos, expressou alegria com as intenções de Jill Biden de continuar seu trabalho como educadora, caso se torne primeira-dama.
Clinton instou os eleitores a não repetir o resultado da eleição de 2016, na qual Trump a derrotou no Colégio Eleitoral dos Estados Unidos, ganhando assim a presidência.
Clinton criticou a presidência de Trump, dizendo: "Lembre-se de 2016, quando Trump perguntou 'O que você tem a perder?' Bem, agora sabemos. Nossa saúde, nossos empregos, até nossas vidas. Nossa liderança no mundo e, sim, nosso correio."
Clinton afirmou que acredita ser moralmente errado que os americanos mais ricos tenham visto sua riqueza aumentar durante a pandemia, enquanto dezenas de milhões de outros americanos perderam.
Clinton declarou, reiterando um provérbio africano que ela ajudou a popularizar nos Estados Unidos, que "ainda é preciso uma vila". Seu discurso mencionou os DREAMers, e reiterou o apoio ao Black Lives Matter, enquanto evocava os assassinatos de George Floyd e Ahmaud Arbery [en], e o assassinato de Breonna Taylor.
Clinton evocou a luta pelos direitos de voto nos Estados Unidos. Ela mencionou que o dia anterior marcou o centenário da ratificação da Décima Nona Emenda à Constituição dos Estados Unidos, que concedeu o sufrágio feminino em todo o país. Ela também evocou a participação de John Lewis nas Marchas de Selma a Montgomery lutando contra a injustiça racial, incluindo a remoção de direitos de eleitores negros.

#### Andrew Cuomo
Os olhos dos americanos foram abertos, e vimos nesta crise a verdade: que o governo importa e a liderança importa.

— Andrew Cuomo na Convenção Nacional Democrata de 2020
O Governador de Nova York Andrew Cuomo fez seu discurso na noite de abertura da convenção, a partir de Albany, Nova York.
Embora tenha feito referência a vários problemas que afetavam a nação, o discurso de Cuomo focou principalmente em criticar a resposta do presidente Donald Trump à pandemia de COVID-19.
Cuomo também declarou que: "Somente um corpo forte pode combater o vírus, e as divisões da América o enfraqueceram."

#### Brayden Harrington
Crianças como eu estão contando com você para eleger alguém que todos possamos admirar, alguém que se importe, alguém que fará nosso país e o mundo se sentirem melhor. Estamos contando com você para eleger Joe Biden.

— Brayden Harrington na Convenção Nacional Democrata de 2020
Brayden Harrington falou na noite de encerramento da convenção. Harrington, um menino de 13 anos de New Hampshire que gagueja, falou sobre como, durante a campanha nas primárias, Joe Biden se identificou com ele sobre suas dificuldades em superar uma gagueira própria, e compartilhou conselhos sobre como perseverar com tal impedimento.
O discurso de Harrington atraiu atenção significativa, sendo visto como um dos destaques da noite final da convenção.

#### Kamala Harris
Joe e eu acreditamos que podemos construir essa comunidade amada, uma que seja forte e decente, justa e gentil. Uma na qual todos possamos nos enxergar... Eu prometo a vocês que agiremos com ousadia e enfrentaremos nossos desafios com honestidade. Falaremos verdades. E agiremos com a mesma fé em vocês que pedimos que depositem em nós.

— Kamala Harris na Convenção Nacional Democrata de 2020
Em seu discurso de aceitação da nomeação vice-presidencial na terceira noite da convenção, Kamala Harris declarou que ela e Biden, se eleitos, enfrentarão os problemas dos Estados Unidos, incluindo injustiças raciais. Harris forneceu um resumo autobiográfico de sua vida e carreira.

#### John Kasich
Joe Biden é um homem para nossos tempos, tempos que pedem que todos nós tiremos nossos chapéus partidários e coloquemos nossa nação em primeiro lugar.

— John Kasich na Convenção Nacional Democrata de 2020
O ex-governador de Ohio republicano e candidato presidencial republicano em 2000 e 2016 John Kasich fez seus comentários na noite de abertura da convenção em um vídeo pré-gravado filmado em uma encruzilhada perto de sua residência pessoal em Westerville, Ohio.
Kasich começou seu discurso declarando que "a América está em uma encruzilhada". Embora se chamasse de "republicano de longa data", ele declarou que isso vinha em segundo lugar em relação ao seu senso de responsabilidade para com os Estados Unidos, o que o compeliu a aparecer na convenção.
Construindo sobre a metáfora inicial de que a América está em uma encruzilhada, bem como a metáfora visual da localização física do discurso na divergência de dois caminhos, em seu encerramento, Kasich declarou que: "Quando a América escolhe o caminho certo e se une, como fizemos tantas vezes antes, podemos sonhar grandes sonhos e podemos ver o topo da montanha como um Estados Unidos da América, com uma alma que é um farol de liberdade para o mundo inteiro."

### John Kerry
Donald Trump finge que a Rússia não atacou nossas eleições. E agora, ele não faz nada sobre a Rússia oferecer uma recompensa por nossas tropas. Portanto, ele não defenderá nosso país, ele não sabe como defender nossas tropas. A única pessoa que ele está interessado em defender é ele mesmo.

— John Kerry na Convenção Nacional Democrata de 2020
Na noite de abertura da convenção, o ex-secretário de Estado dos Estados Unidos e indicado presidencial democrata de 2004 John Kerry fez um discurso em Boston, Massachusetts, que criticou fortemente a abordagem de política externa de Donald Trump, caracterizando-a como um "rolo de erros" sem parar.
Kerry criticou Trump por negar a existência da interferência russa nas eleições dos Estados Unidos de 2016, e pelo que Kerry acusou ser a falha de Trump em proteger as tropas dos Estados Unidos do suposto programa de recompensas russo.

### Barack Obama
Qualquer chance de sucesso depende inteiramente do resultado desta eleição. Esta administração mostrou que destruirá nossa democracia se isso for necessário para vencer. Portanto, temos que nos dedicar a reconstruí-la – colocando todo nosso esforço nesses 76 dias, e votando como nunca antes – por Joe e Kamala, e candidatos em toda a chapa, para que não deixemos dúvidas sobre o que este país que amamos representa – hoje e por todos os nossos dias futuros.

— Barack Obama na Convenção Nacional Democrata de 2020
O ex-presidente dos Estados Unidos Barack Obama fez seu discurso na terceira noite da convenção, a partir do Museu da Revolução Americana em Filadélfia, Pensilvânia.
Durante seu discurso, Obama quebrou a prática costumeira de não criticar seu sucessor presidencial pelo nome.
Em seus comentários, Obama declarou: "Donald Trump não cresceu no cargo porque não consegue. E as consequências desse fracasso são graves. 170.000 americanos mortos. Milhões de empregos perdidos enquanto aqueles no topo ganham mais do que nunca. Nossos piores impulsos desencadeados, nossa orgulhosa reputação ao redor do mundo gravemente diminuída, e nossas instituições democráticas ameaçadas como nunca antes."

### Michelle Obama
Sempre que buscamos na Casa Branca alguma liderança, consolo ou qualquer semblante de estabilidade, o que recebemos em vez disso é caos, divisão e uma total e completa falta de empatia... Permita-me ser o mais honesta e clara possível. Donald Trump é o presidente errado para nosso país. Ele teve tempo mais do que suficiente para provar que pode fazer o trabalho, mas está claramente sobrecarregado. Ele não pode enfrentar este momento. Ele simplesmente não pode ser quem precisamos que ele seja para nós. É o que é.

— Michelle Obama na Convenção Nacional Democrata de 2020
A ex-primeira-dama dos Estados Unidos Michelle Obama gravou seu discurso na noite de abertura da convenção a partir de sua residência pessoal em Martha's Vineyard, Massachusetts.
Obama reafirmou sua convicção no lema que expressou durante seu discurso na convenção de 2016, "quando eles descem baixo, nós subimos alto".
Obama declarou sua crença de que "ser presidente não muda quem você é; revela quem você é".
Obama destacou o que considerava alguns dos sucessos da presidência de seu marido e da vice-presidência de Joe Biden, incluindo a Lei de Proteção ao Paciente e Cuidados Acessíveis, o respeito pelos Estados Unidos da comunidade internacional e os passos dados internacionalmente para enfrentar as mudanças climáticas. Ela contrastou isso com o que considerava alguns dos fracassos da presidência de Trump. Ela caracterizou os Estados Unidos sob a liderança de Trump como "com desempenho abaixo do esperado não apenas em questões de política, mas em questões de caráter". Um fracasso que ela atribuiu a Trump foi o número de mortes nos Estados Unidos e os danos econômicos domésticos da pandemia de COVID-19, pelos quais ela culpou Trump por minimizar a gravidade do vírus. Outro aspecto da presidência de Trump que ela criticou foi a renegação de acordos internacionais e a traição de alianças que haviam sido defendidas por presidentes anteriores, incluindo os republicanos Ronald Reagan e Dwight D. Eisenhower. Ela também criticou o que considerava ser o incentivo de Trump aos "supremacistas brancos portando tochas" vistos na manifestação Unite the Right. Obama também criticou a zombaria de Trump ao slogan político e movimento Black Lives Matter.
Após declarar Trump um presidente inadequado, Obama observou, "é o que é", ecoando palavras que Trump havia usado recentemente sobre o número de mortes por COVID-19.
Obama invocou diretamente o assassinato de George Floyd e o assassinato de Breonna Taylor por policiais no início de 2020, que se tornaram pontos centrais dos protestos e distúrbios em andamento considerados parte do movimento Black Lives Matter.
Obama elogiou as virtudes do caráter de Biden, declarando-o um "homem profundamente decente", que "sabe o que é necessário para resgatar uma economia, combater uma pandemia e liderar nosso país". Ela relembrou as tragédias pessoais que ele enfrentou, incluindo as mortes de sua primeira esposa, Neilia, e sua primeira filha, Naomi, em um acidente automobilístico em 1972, e a morte de seu filho Beau em 2015 devido a um câncer cerebral, declarando que a "vida de Biden é um testemunho de se levantar novamente, e ele vai canalizar essa mesma determinação e paixão para nos levantar, nos ajudar a curar e nos guiar para frente".
Obama alertou sobre a possibilidade de supressão de eleitores na eleição de 2020 e instou os cidadãos a votarem coletivamente em Biden, "em números que não podem ser ignorados".
Nas frases finais de seu discurso, ela citou John Lewis, dizendo: "Quando você vê algo que não está certo, você deve dizer algo. Você deve fazer algo."

### Nancy Pelosi
Elegeremos o Presidente Biden, cujo coração está cheio de amor pela América, e livraremos o país do desrespeito cruel de Trump pela bondade da América... Nossa missão e nosso compromisso é lutar por um futuro à altura dos ideais de nossos fundadores, das nossas esperanças para nossos filhos e dos sacrifícios de nossos veteranos, nossos bravos homens e mulheres em uniforme e suas famílias.

— Nancy Pelosi na Convenção Nacional Democrata de 2020
A Presidente da Câmara dos Representantes dos Estados Unidos Nancy Pelosi fez seu discurso na terceira noite da convenção, a partir de São Francisco, Califórnia.
Pelosi começou seu discurso expressando seu orgulho pela diversidade da maioria democrata que ela liderava na Câmara dos Representantes dos Estados Unidos.
Em seus comentários, Pelosi retratou o presidente Donald Trump e o líder da maioria no Senado dos Estados Unidos republicano Mitch McConnell como duplos obstáculos ao progresso.
Pelosi elogiou Biden como "testado em batalha, voltado para o futuro, honesto e autêntico" e Harris como "comprometida com nossa Constituição, brilhante em defendê-la".

### Colin Powell
Nosso país precisa de um comandante em chefe que cuide de nossas tropas da mesma forma que cuidaria de sua própria família... Joe Biden será um presidente do qual todos teremos orgulho de saudar. Com Joe Biden na Casa Branca, você nunca duvidará que ele ficará ao lado de nossos amigos e enfrentará nossos adversários... No primeiro dia, ele restaurará a liderança da América e nossa autoridade moral.

— Colin Powell na Convenção Nacional Democrata de 2020
O ex-secretário de Estado dos Estados Unidos republicano Colin Powell fez seu discurso na segunda noite da convenção, a partir de Washington, D.C..
Powell abriu seu discurso recontando brevemente as histórias de como cada um de seus pais imigrou para os Estados Unidos a partir da Jamaica.
Powell elogiou Biden como possuidor de valores morais fortes e definiu a liderança que argumentou que Biden traria aos Estados Unidos como presidente. Ele argumentou que Biden "restaurará a liderança da América no mundo e restaurará as alianças que precisamos para enfrentar os perigos que ameaçam nossa nação, desde as mudanças climáticas até a proliferação nuclear".
Powell descreveu os Estados Unidos como "um país dividido" e argumentou que o presidente Trump estava "fazendo tudo ao seu alcance para mantê-lo assim", argumentando que Biden seria um unificador como presidente.

### Bernie Sanders
Temos um presidente que não é apenas incapaz de enfrentar essas crises, mas está nos levando pelo caminho do autoritarismo... Esta eleição é a mais importante na história moderna deste país. Em resposta às crises sem precedentes que enfrentamos, precisamos de uma resposta sem precedentes – um movimento, como nunca antes, de pessoas preparadas para se levantar e lutar por democracia e decência – e contra a ganância, a oligarquia e a intolerância. E precisamos de Joe Biden como nosso próximo presidente.

— Bernie Sanders na Convenção Nacional Democrata de 2020
O Senador dos Estados Unidos de Vermont e candidato às nomeações democratas de 2016 e 2020 Bernie Sanders falou a partir de Burlington, Vermont, na noite de abertura da convenção.
Em seu discurso, Sanders instou seus apoiadores a darem seu apoio a Biden para destituir Donald Trump. Ele admitiu que, embora ele e Biden discordem sobre os detalhes de seus planos para expandir a cobertura de saúde e reduzir os custos de medicamentos prescritos, Biden ainda tem um plano que alcançará isso de maneira significativa. Ele também destacou outras questões para as quais Biden tem planos.

### Chuck Schumer
América, Donald Trump desistiu de você. Precisamos de um presidente com dignidade, integridade e experiência para nos liderar para fora desta crise, um homem com mão firme e um grande coração que nunca – jamais – desistirá da América: esse homem é meu amigo Joe Biden. Ele será um grande presidente.

— Chuck Schumer na Convenção Nacional Democrata de 2020
O Líder da Minoria no Senado dos Estados Unidos Chuck Schumer fez seu discurso na segunda noite da convenção, a partir do bairro de Brooklyn, Nova York, com a Estátua da Liberdade ao fundo.
Schumer evocou a memória de imigrantes, como seus avós, que foram recebidos pela Estátua da Liberdade ao chegarem aos Estados Unidos.
Schumer argumentou que a América se beneficiará tanto da eleição da chapa Biden-Harris quanto da mudança do controle do Senado dos Estados Unidos de republicano para democrata.

### Kristin Urquiza
Meu pai era um homem saudável de 65 anos. Sua única condição pré-existente era confiar em Donald Trump, e por isso, ele pagou com sua vida... O coronavírus deixou claro que existem duas Américas; a América em que Donald Trump vive e a América em que meu pai morreu. Já chega. Donald Trump pode não ter causado o coronavírus, mas sua desonestidade e suas ações irresponsáveis o tornaram muito pior.

— Kristin Urquiza na Convenção Nacional Democrata de 2020
Na noite de abertura da convenção, Kristin Urquiza, que perdeu seu pai Mark Urquiza para COVID-19, fez um discurso no qual disse que seu pai, que acreditava em Donald Trump e outros republicanos que Urquiza culpou por minimizar a gravidade da pandemia de COVID-19, desrespeitou sua segurança e foi a um bar de karaokê com amigos, onde possivelmente contraiu a doença que o levou à morte.
Urquiza criticou Trump por "desonestidade" e "ações irresponsáveis", que ela acusou de piorarem a pandemia.
Urquiza também disse que uma das últimas coisas que seu pai, que votou em Trump em 2016, lhe disse antes de morrer foi que ele "se sentia traído por pessoas como Donald Trump", e que, portanto, ela planejava votar em Joe Biden em 2020 em homenagem a seu pai.
O discurso de Urquiza foi considerado por comentaristas como um dos destaques da noite de abertura da convenção.

### Elizabeth Warren
Construímos infraestrutura como estradas, pontes e sistemas de comunicação para que as pessoas possam trabalhar... É hora de reconhecer que o cuidado infantil é parte da infraestrutura básica desta nação – é infraestrutura para as famílias. Joe e Kamala tornarão o cuidado infantil de alta qualidade acessível para todas as famílias, tornarão a pré-escola universal e aumentarão os salários de todos os trabalhadores de cuidado infantil.

— Elizabeth Warren na Convenção Nacional Democrata de 2020
A Senadora dos Estados Unidos de Massachusetts e candidata à nomeação democrata de 2020 Elizabeth Warren fez seu discurso na terceira noite da convenção, a partir de uma sala de aula localizada em um centro de aprendizado precoce em Springfield, Massachusetts, que estava temporariamente fechado devido à pandemia de COVID-19. O discurso de Warren centrou-se na importância de aprovar legislação para fornecer cuidado infantil universal.

### Gretchen Whitmer
É crucial que nos unamos para combater este vírus e reconstruir nossa economia melhor... Com Joe Biden e Kamala Harris na Casa Branca, nós o faremos.

— Gretchen Whitmer na Convenção Nacional Democrata de 2020
A Governadora de Michigan Gretchen Whitmer fez seu discurso na noite de abertura da convenção, a partir do UAW Local 603 em Lansing, Michigan.
Whitmer começou elogiando as ações de Barack Obama e Joe Biden para resgatar a indústria automotiva em meio à sua crise de 2008–10. Whitmer então passou a discutir as respostas de Michigan e nacionais à pandemia de COVID-19. Ela argumentou que Biden e Harris forneceriam a liderança necessária para enfrentar a pandemia.

### Discurso de abertura (vários oradores)
Com o objetivo de ter um "novo tipo de discurso de abertura da convenção", o Partido Democrata escolheu ter dezessete "estrelas em ascensão" co-apresentando o discurso de abertura da convenção. Os oradores foram a ex-líder da minoria da Câmara dos Representantes da Geórgia e indicada ao governo da Geórgia em 2018 Stacey Abrams (que teve um destaque solo encerrando a seção); Senadora do estado do Tennessee Raumesh Akbari; Deputado dos Estados Unidos Colin Allred do Texas; Deputado dos Estados Unidos Brendan Boyle da Pensilvânia; Senadora do estado de Nevada Yvanna Cancela; ex-Deputada da Câmara dos Representantes de Ohio Kathleen Clyde; Comissária de Agricultura da Flórida Nikki Fried; Prefeito de Long Beach, Califórnia, Robert Garcia; Deputado da Câmara dos Representantes da Pensilvânia Malcolm Kenyatta; Senador do estado da Carolina do Sul Marlon Kimpson; Deputado dos Estados Unidos Conor Lamb da Pensilvânia, Deputada do estado de Michigan Mari Manoogian; Deputada do estado do Texas Victoria Neave; Presidente da Nação Navajo Jonathan Nez; Deputado da Câmara dos Representantes da Geórgia Sam Park; Deputado da Câmara dos Representantes de New Hampshire Dennis Ruprecht; e prefeito de Birmingham, Alabama, Randall Woodfin. Isso fez de Malcolm Kenyatta, Sam Park e Robert Garcia os primeiros oradores abertamente gays em um discurso de abertura na Convenção Nacional Democrata.
Garcia, Kenyatta e Park tornaram-se os primeiros oradores abertamente LGBTQ a proferir um discurso de abertura em uma Convenção Nacional Democrata, sendo todos os três homens abertamente gays.
Petula Dvorak do The Washington Post chamou o discurso de "o discurso de convenção mais realista de todos os tempos". Adam Harris do The Atlantic opinou que o discurso "não teve impacto".
Oradores do discurso de abertura (em ordem alfabética):
| Orador | Orador           | Cargo/notabilidade                                                                                   |
| ------ | ---------------- | --- |
|        | Stacey Abrams    | Ex-Líder da Minoria da Câmara dos Representantes da Geórgia e indicada ao governo da Geórgia em 2018 |
|        | Raumesh Akbari   | Senadora do estado do Tennessee                                                                      |
|        | Colin Allred     | Deputado dos Estados Unidos do Texas                                                                 |
|        | Brendan Boyle    | Deputado dos Estados Unidos da Pensilvânia                                                           |
|        | Yvanna Cancela   | Senadora do estado de Nevada                                                                         |
|        | Kathleen Clyde   | Deputada da Câmara dos Representantes de Ohio                                                        |
|        | Nikki Fried      | Comissária de Agricultura da Flórida                                                                 |
|        | Robert Garcia    | Prefeito de Long Beach, Califórnia                                                                   |
|        | Malcolm Kenyatta | Deputado da Câmara dos Representantes da Pensilvânia                                                 |
|        | Marlon Kimpson   | Senador do estado da Carolina do Sul                                                                 |
|        | Conor Lamb       | Deputado dos Estados Unidos da Pensilvânia                                                           |
|        | Mari Manoogian   | Deputada da Câmara dos Representantes de Michigan                                                    |
|        | Victoria Neave   | Deputada da Câmara dos Representantes do Texas                                                       |
|        | Jonathan Nez     | Presidente da Nação Navajo                                                                           |
|        | Sam Park         | Deputado da Câmara dos Representantes da Geórgia                                                     |
|        | Dennis Ruprecht  | Deputado da Câmara dos Representantes de New Hampshire                                               |
|        | Randall Woodfin  | Prefeito de Birmingham, Alabama                                                                      |

### Exibição de fogos de artifício de encerramento
Após o discurso de aceitação de Biden, a convenção foi encerrada com Biden e Harris saindo do Chase Center on the Riverfront para subir a um palco ao ar livre fora do local. Lá, eles acenaram para uma audiência em formato drive-in que assistiu a uma transmissão do discurso a partir de aproximadamente 360 carros. A multidão saudou os indicados com aplausos e buzinas de seus carros. Uma exibição de fogos de artifício de cinco minutos foi então realizada diante dessa audiência para concluir a convenção.

## Manifestações e protestos

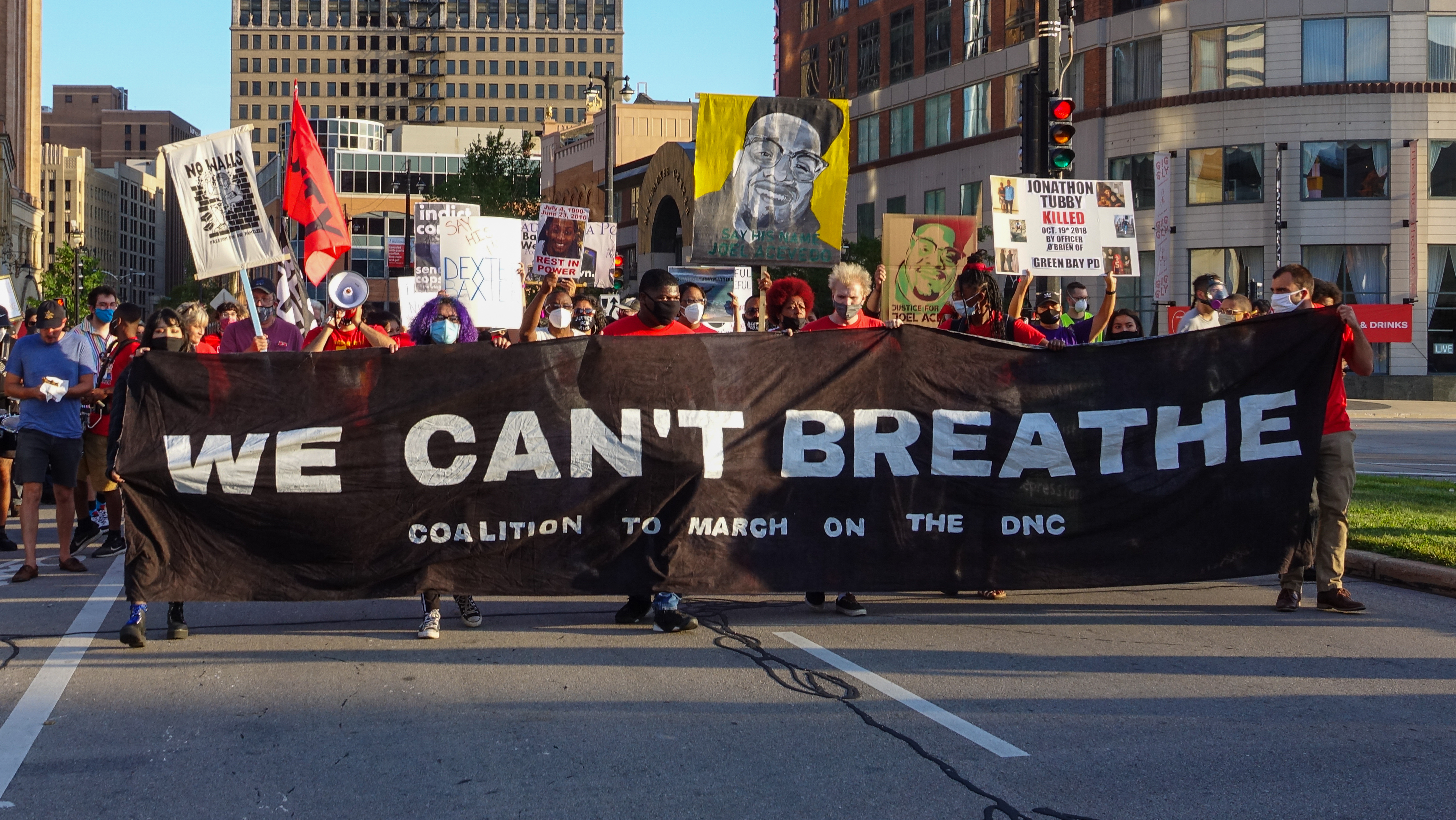
Protesto de 20 de agosto organizado pela Coalizão para Marchar na DNC

Houve algumas manifestações e protestos realizados fora do local da convenção em Milwaukee.
Vários grupos agendaram protestos em Milwaukee durante a convenção. Ryan Hamann, co-presidente da "Coalizão para Marchar na DNC", afirmou que os protestos planejados por sua coalizão se concentrariam na reforma policial, sendo, de fato, uma continuação dos protestos por George Floyd em todo o país.
Em 2 de agosto, a cidade de Milwaukee relatou que havia muito pouco interesse indicado por partes em buscar permissões para organizar uma parada no centro da cidade ou um discurso em um parque no centro.
A Club Kids Inc. estava programada para realizar uma parada permitida em Milwaukee ao meio-dia CDT em 17 de agosto. A Campanha pelos Direitos Humanos das Mulheres estava programada para realizar uma parada permitida em Milwaukee em 20 de agosto às 10h CDT.

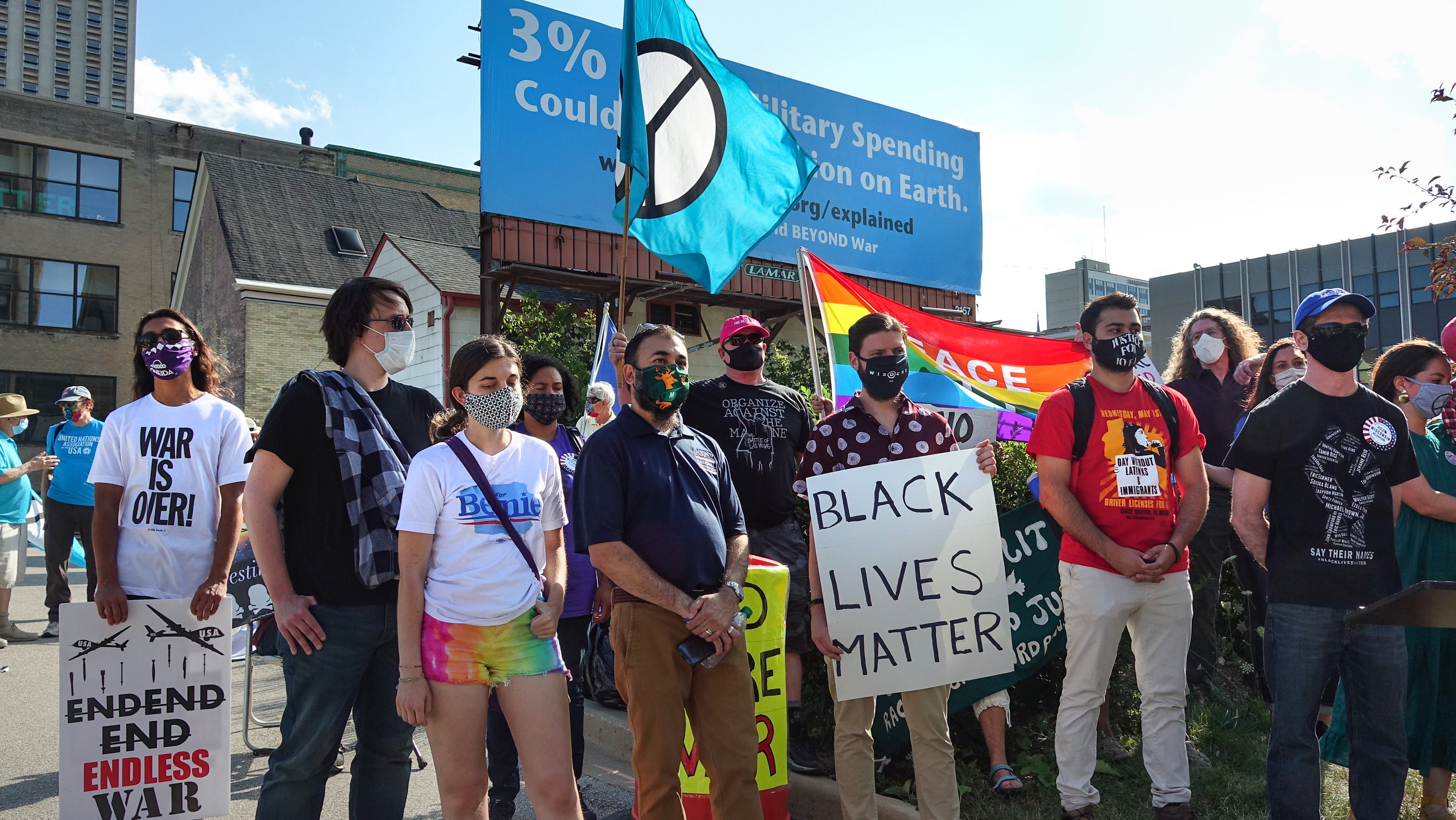
Protesto dos Delegados Unidos pela Paz na DNC

Um dia antes da abertura da convenção, o protesto "DNC Delegates United for Peace" viu manifestantes, incluindo delegados da convenção, protestarem em Milwaukee contra a guerra e os gastos militares.
Outros grupos que protestaram em Milwaukee incluíram Democratas pela Vida da América.
A campanha de Trump realizou eventos contrários em Wisconsin durante a convenção. A campanha realizou oficialmente um evento de campanha "Mulheres por Trump" em Pleasant Prairie no dia anterior ao início da convenção. Além disso, a Casa Branca realizou vários eventos em Wisconsin, que incluíram um evento em Oshkosh, Wisconsin, no dia de abertura da convenção, e outro em Milwaukee no terceiro dia da convenção, com o primeiro evento contando com a presença do presidente Donald Trump e o último com o vice-presidente Mike Pence. A presença de um evento de Trump fez com que a Coalizão para Marchar na DNC alterasse seus planos para segunda-feira e protestasse fora do evento de Trump, em vez de fora da própria convenção.
Houve protestos fora do Chase Center on the Riverfront em Wilmington, com mais de 100 manifestantes pró-Trump se reunindo algumas horas antes do discurso de aceitação de Biden e caminhões com mensagens eletrônicas circulando pelo local criticando Biden por suposto assédio sexual de uma ex-assessora [en]. Os caminhões foram pagos pela Turning Point Action [en].

## Cobertura de transmissão e mídia
Para convenções recentes anteriores, canais de notícias a cabo 24 horas domésticos transmitiram cobertura completa dos procedimentos diurnos. No entanto, durante as convenções democrata e republicana de 2016, a duração da cobertura no horário nobre fornecida pelas três grandes redes de televisão domésticas foi de apenas uma hora por noite. A convenção de 2020 foi reduzida em comparação com iterações anteriores em termos de duração da programação televisiva fornecida, com apenas duas horas de eventos televisionados ocorrendo em cada noite da convenção.
Em 2020, PBS, C-SPAN e canais de notícias a cabo domésticos 24 horas [en], incluindo CNN e MSNBC, transmitiram as duas horas de cada noite da convenção do Partido Democrata. No entanto, Fox News e as três grandes redes de televisão domésticas (ABC, CBS e NBC) transmitiram apenas a última hora de cada noite. Vários canais de notícias a cabo domésticos, plataformas de notícias na internet e canais de notícias em streaming também transmitiram cobertura adicional da convenção, além das duas horas da própria convenção. A PBS, por exemplo, transmitiu uma hora adicional de comentários. Além da transmissão principal da convenção, outras oportunidades de cobertura de mídia foram disponibilizadas à imprensa pelos organizadores da convenção e pela campanha de Biden, incluindo coletivas de imprensa remotas e entrevistas.
As emissoras uniram seus recursos e reduziram sua presença na convenção. Os organizadores da convenção trabalharam com o pool de redes e as galerias de imprensa do Congresso para estabelecer oportunidades de mídia compartilhada. Houve maior dependência das emissoras em imagens de câmeras do pool de imprensa do que em convenções anteriores. À medida que a convenção começou a ser reduzida, as redes passaram a concordar com planos de utilizar uma única alimentação de câmera compartilhada do palco da convenção. Como em convenções anteriores, os organizadores da convenção disponibilizaram uma alimentação dos procedimentos da convenção gratuitamente para organizações de mídia.
Devido à pandemia e à consequente descentralização da convenção, esperava-se que houvesse apenas um pequeno pool de imprensa em Milwaukee, com a expectativa de que apenas cerca de cem profissionais de mídia viajassem para a cidade. Isso foi drasticamente menor do que os mais de 15.000 que viajaram para Filadélfia para a Convenção Nacional Democrata de 2016. Diferentemente das convenções anteriores, a maioria das emissoras não enviou correspondentes para o local da convenção, e em vez disso, filmou seus repórteres em locais remotos. Um número limitado de imprensa foi admitido no Wisconsin Center, sede da convenção. Os repórteres que compareceram à convenção foram socialmente distanciados e, pelo menos em alguns momentos, reportaram de fora do salão da convenção. A maioria das emissoras teve seus correspondentes fornecendo cobertura a partir de estúdios de rede em Nova York e Washington, D.C. Além de filmar seus correspondentes fora do local, a maioria das emissoras também usou suas salas de controle principais em suas cidades-sede, em oposição à prática de estabelecer salas de controle temporárias na cidade da convenção, como muitas fizeram em convenções anteriores. Poucas emissoras nacionais enviaram equipes para Milwaukee.
Após a redução, mas mesmo antes de ser anunciado que Biden e outros oradores não viajariam para Milwaukee, muitas emissoras já haviam reduzido substancialmente os planos de enviar repórteres para a cidade, ou planejaram não enviar repórteres para a cidade de forma alguma. Até 29 de julho, a Fox News era a única emissora confirmada para enviar correspondentes ao próprio salão da convenção. No início de julho, a MSNBC ainda planejava uma "presença leve" na cidade de Milwaukee, mas planejava posicionar os repórteres que enviariam ao ar livre, onde poderiam manter o distanciamento social, em vez de dentro do local da convenção. A CNN também, no início de agosto, ainda planejava enviar repórteres para Milwaukee. Até o início de agosto, a CBS News planejava enviar dois correspondentes para Milwaukee.
Além disso, após a redução, mas mesmo antes de ser anunciado que Biden e outros oradores não viajariam para Milwaukee, as emissoras já haviam planejado diminuir significativamente o tamanho das equipes que enviariam para cobrir a convenção em comparação com anos anteriores. A CNN já havia cancelado seus planos originais de operar um estúdio e espaço de encontro "CNN Grill", semelhante aos que operou em todas as grandes convenções de partidos desde 2004. Eles haviam planejado originalmente usar o Turner Hall para tal espaço. A Fox News, por outro lado, antes do anúncio de que Biden e outros oradores não viajariam para a convenção, ainda planejava manter seus planos de utilizar o edifício Deer Camp em Milwaukee como espaço de transmissão, e a CBS News ainda planejava alugar o Milwaukee Community Sailing Center para uso de transmissão. A NBCUniversal cancelou planos semelhantes de usar o local da Good City Brewing adjacente ao Fiserv Forum.
Devido ao fato de Biden e Harris terem falado a partir de Wilmington, Delaware, alguns profissionais de mídia cobriram a convenção de lá, com várias vans de transmissão e tendas de mídia estacionadas nos estacionamentos do Chase Center on the Riverfront (onde Biden e Harris falaram) e do Frawley Stadium adjacente.

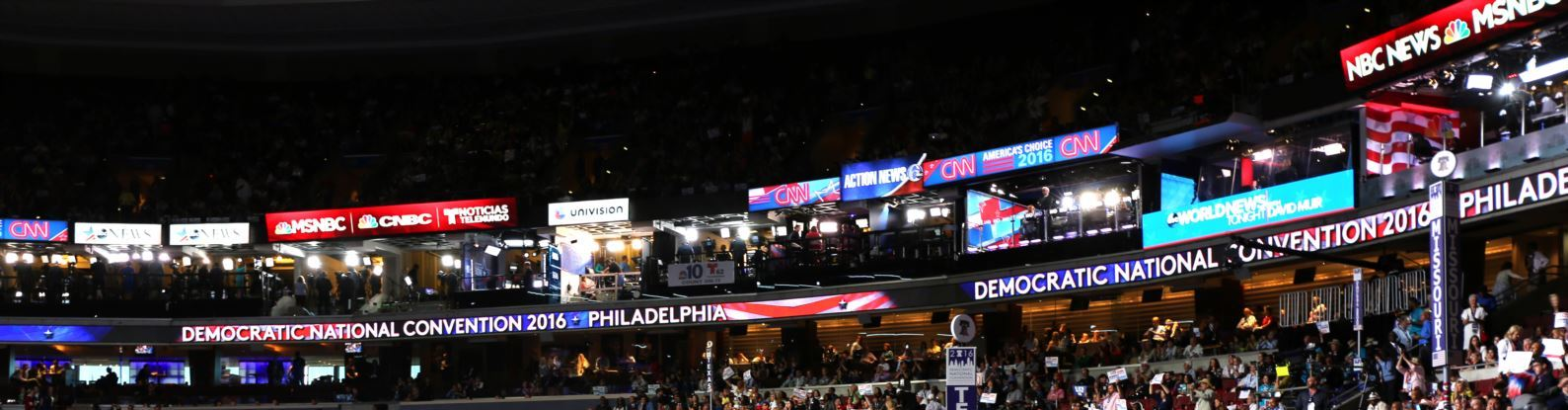
A convenção em grande escala originalmente planejada no Fiserv Forum teria visto as emissoras montarem cenários ao vivo dentro da arena, semelhantes aos da imagem da Convenção Nacional Democrata de 2016.

A convenção em grande escala originalmente planejada no Fiserv Forum teria visto as emissoras montarem cenários ao vivo dentro da arena, como foi prática em convenções anteriores. Antes do anúncio de que os oradores não viajariam mais para Milwaukee, os organizadores da convenção estavam montando algum tipo de espaços de mídia internos e externos no centro da convenção de Milwaukee.

### Transmissões oficiais
Além da cobertura pelas emissoras, a Convenção Nacional Democrata (DNC) transmitiu um stream oficial em quinze plataformas. Essas plataformas incluíam o site da convenção, YouTube, Facebook, Twitter, Twitch, Amazon Prime Video, Microsoft Bing, Apple TV, Roku TV, Amazon Fire TV, AT&T U-verse, DirecTV, Comcast Xfinity X1, Comcast Xfinity Flex e Amazon Alexa.
Além disso, a campanha de Biden agendou numerosas festas de assistência virtuais durante a convenção, que exibiam um stream da convenção, com várias delas sendo hospedadas por políticos e celebridades proeminentes. Algumas festas de assistência ao ar livre com distanciamento social foram organizadas por organizações do Partido Democrata, como uma para delegados da convenção de Connecticut no Dunkin' Donuts Park em Hartford. Também houve festas de assistência no formato drive-in organizadas por organizadores do Partido Democrata, incluindo uma realizada bem em frente ao Chase Center on the Riverfront na noite em que Biden aceitou sua indicação lá.

### Audiência televisiva noturna
De acordo com a Nielsen, a Convenção Nacional Democrata teve uma média de 21,6 milhões de visualizações em todas as redes de cabo e televisão tradicionais ao longo das quatro noites.

#### Noite 1
A primeira noite da convenção democrata teve 19,7 milhões de espectadores em todas as redes de cabo e televisão rastreadas pela Nielsen. A primeira noite da convenção republicana teve 17,0 milhões de espectadores nas mesmas redes.
A primeira noite da convenção democrata teve 18,8 milhões de espectadores em seis grandes redes de televisão tradicionais (NBC, CBS, ABC) e de cabo (FNC, CNN, MSNBC) rastreadas pela Nielsen. A primeira noite da convenção republicana teve 15,9 milhões de espectadores nas mesmas seis redes. A audiência para a primeira noite da convenção caiu 25% em comparação com a noite equivalente em 2016.

#### Noite 2
A segunda noite da convenção democrata teve 19,2 milhões de espectadores em todas as redes de televisão rastreadas pela Nielsen. A segunda noite da convenção republicana teve 19,4 milhões de espectadores nas mesmas redes.
A segunda noite da convenção democrata teve 18,5 milhões de espectadores em seis grandes redes de televisão e cabo tradicionais rastreadas pela Nielsen. A segunda noite da convenção republicana teve 18 milhões de espectadores nas mesmas seis redes. Esses números não incluem espectadores em serviços de streaming.

#### Noite 3
A terceira noite da convenção democrata teve 22,8 milhões de espectadores em todas as redes de televisão rastreadas pela Nielsen. A terceira noite da convenção republicana teve 17,3 milhões de espectadores nas mesmas redes. A terceira noite da convenção democrata teve 21,5 milhões de espectadores em seis grandes redes de televisão e cabo tradicionais rastreadas pela Nielsen.

#### Noite 4
A quarta noite da convenção democrata teve 24,6 milhões de espectadores em todas as redes de televisão rastreadas pela Nielsen.

## Impacto
A convenção foi considerada amplamente bem-sucedida.
As primeiras pesquisas conduzidas após a Convenção Nacional Democrata não mostraram nenhum salto da convenção para Biden. Pesquisas posteriores, realizadas após a Convenção Nacional Republicana na semana seguinte, indicaram que praticamente não houve salto da convenção para nenhum dos partidos após as convenções de agosto realizadas em semanas consecutivas.
Antes e durante as convenções, várias fontes especularam que saltos significativos da convenção eram improváveis para qualquer dos partidos. Isso se deveu a vários fatores citados. Um deles foi que se observou que os saltos de convenção foram mais modestos em eleições recentes. Segundo alguns cálculos, os saltos de convenção tiveram uma média de apenas 2 pontos desde 2004, em comparação com pouco menos de 7 pontos entre 1968 e 2000. Segundo outros cálculos, as médias de saltos desde 1996 foram de 3,6 pontos, enquanto os saltos entre 1962 e 1992 tiveram uma média de 6,3 pontos. Outro fator citado para a improbabilidade de qualquer partido gerar um salto significativo na convenção foi que as pesquisas na corrida de 2020, nos meses anteriores à convenção, mostraram uma corrida notavelmente estável, com Biden mantendo uma liderança média de 6 pontos, excedendo uma liderança de 10 pontos em algumas pesquisas e nunca caindo abaixo de uma liderança de 4 pontos na média das pesquisas. Demonstrou-se que corridas mais estáveis tendem a ter saltos de convenção menores.
Outro fator foi que as convenções, tendo sido reduzidas devido à pandemia de COVID-19, eram vistas como menos propensas a gerar tanta atenção quanto as convenções anteriores, particularmente devido à diminuição da audiência televisiva. Outro foi que o eleitorado já estava fortemente opinado sobre os candidatos, com mais eleitores tendo uma opinião forte sobre Trump do que qualquer incumbente desde pelo menos 1980, e mais eleitores tendo uma opinião forte sobre Biden do que qualquer desafiante a um incumbente desde pelo menos 1980. Corridas onde os eleitores têm opiniões fortes sobre os candidatos tendem a ter saltos de convenção menores.
O forte partidarismo entre o eleitorado foi outro fator citado.
Os democratas também foram vistos como tendo fatores que a convenção republicana não tinha, o que poderia dificultar suas chances de um salto na convenção. Um deles foi o fato de que os republicanos realizariam sua convenção imediatamente após eles. Além disso, o fato de Biden já ter uma grande liderança entre os independentes antes da convenção possivelmente tornava Biden particularmente improvável de experimentar um salto na convenção, já que alguns especularam que Biden já poderia estar perto de seu teto provável de apoio.
Embora seus números nas pesquisas eleitorais possam não ter recebido um salto, algumas pesquisas mostraram que Biden recebeu um impulso nas avaliações de favorabilidade.